# Conflicto norirlandés
El conflicto norirlandés (conocido en inglés como the Troubles y en irlandés na Trioblóidi, ‘los problemas’) fue un conflicto armado interétnico nacionalista en Irlanda del Norte que provocó gran número de muertes durante la segunda mitad del siglo XX. Enfrentó, por un lado, a los unionistas de Irlanda del Norte (de religión protestante, mayoritaria en la región), partidarios de preservar los lazos con el Reino Unido debido a la colonización del Úlster, y por otro lado a los republicanos irlandeses, en su mayoría católicos y demográficamente minoritarios, partidarios de la integración del territorio en la República de Irlanda, país predominantemente católico. Ambos bandos recurrieron a las armas, y la provincia se hundió en una espiral de violencia que duró desde el 8 de octubre de 1968 hasta la firma del Acuerdo de Viernes Santo, el 10 de abril de 1998, que sentó las bases de un nuevo gobierno, en el cual católicos y protestantes comparten el poder. No obstante, la violencia continuó después de esta fecha y todavía continúa de forma ocasional y a pequeña escala.
El conflicto comenzó durante una campaña de la Asociación por los derechos civiles de Irlanda del Norte para poner fin a la discriminación contra la minoría católica/nacionalista por parte del gobierno protestante/unionista y la fuerza policial. Las autoridades intentaron reprimir esta campaña de protesta y fueron acusadas de brutalidad policial; también se encontró con la violencia de los leales, quienes alegaron que era un frente republicano. El aumento de las tensiones condujo a graves incidentes violentos en agosto de 1969 y al despliegue de tropas británicas, en lo que se convirtió en la operación más larga del Ejército Británico. Construyeron los llamados «muros de la paz» para mantener a las dos comunidades separadas. Algunos católicos inicialmente dieron la bienvenida al ejército como una fuerza más neutral, pero pronto se vio como hostil y parcial, particularmente después del «Domingo Sangriento» en 1972. El surgimiento de organizaciones paramilitares armadas condujo a una guerra posterior en las tres décadas siguientes.
Los principales participantes en el conflicto fueron paramilitares republicanos como el Ejército Republicano Irlandés Provisional (IRA) y el Ejército Irlandés de Liberación Nacional (INLA); paramilitares leales como la Fuerza Voluntaria del Úlster (UVF) y la Asociación en Defensa del Úlster (UDA); fuerzas de seguridad estatales británicas: el Ejército Británico y el Royal Ulster Constabulary (RUC); y activistas políticos. Las fuerzas de seguridad de la República de Irlanda desempeñaron un papel menor. Los paramilitares republicanos llevaron a cabo una campaña de guerrilla contra las fuerzas de seguridad británicas, así como una campaña de bombardeos contra infraestructura, objetivos comerciales y políticos. Los leales atacaron a republicanos/nacionalistas y atacaron a la comunidad católica en general en lo que describieron como represalias. En ocasiones, hubo episodios de violencia sectaria de toma y daca. Las fuerzas de seguridad británicas asumieron un papel policial y de contrainsurgencia, principalmente contra los republicanos. Hubo algunos incidentes de colusión entre las fuerzas de seguridad británicas y los leales. «Los problemas» también involucraron numerosos disturbios, protestas masivas y actos de desobediencia civil y condujeron a la segregación y la creación de áreas prohibidas.
El conflicto fue principalmente político y nacionalista, alimentado por eventos históricos. También tenía una dimensión étnica o sectaria, aunque no era un conflicto religioso. Una cuestión clave fue el estado constitucional de Irlanda del Norte. Los unionistas/leales, en su mayoría protestantes, querían que Irlanda del Norte permaneciera dentro del Reino Unido. Los nacionalistas/republicanos irlandeses, en su mayoría católicos, querían que Irlanda del Norte dejara el Reino Unido y se uniera a una Irlanda Unida.
The Troubles han sido varias veces descritos como terrorismo, conflicto étnico, una guerra de guerrillas, un conflicto de baja intensidad, e incluso una guerra civil. La violencia del conflicto sobrepasó en muchas ocasiones las fronteras de Irlanda del Norte, extendiéndose hacia la República de Irlanda y la isla de Gran Bretaña. Si bien nunca fue una guerra declarada, la gran cantidad de bajas sufridas por las fuerzas militares británicas (725 muertos y miles de heridos), los recursos empleados por el gobierno británico durante más de veinticinco años, la destrucción causada en muchas ciudades y pueblos de Irlanda del Norte y el Reino Unido y el complejo arsenal usado por los grupos paramilitares apuntan hacia una guerra de facto.

## Descripción general

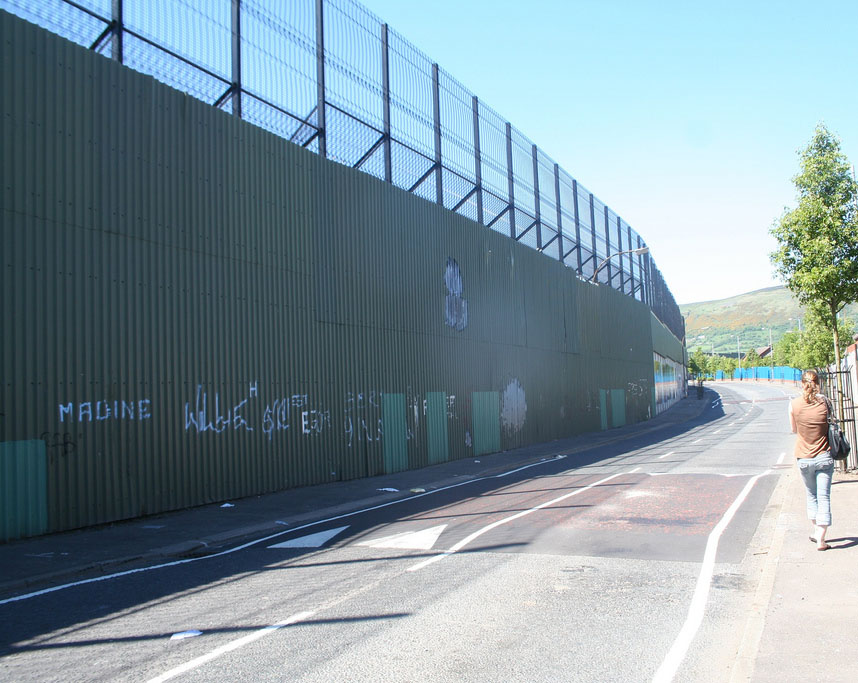
Una línea de paz en Belfast (2010), construida para separar los barrios nacionalistas y unionistas.

El conflicto norirlandés se prolongó durante tres décadas entre nacionalistas (principalmente autoidentificados como irlandeses o católicos) y unionistas (principalmente autoidentificados como británicos o protestantes). El nombre que se le dio en inglés, troubles («problemas»), se ha utilizado como sinónimo de conflicto violento durante siglos. El término se utilizó para describir el período revolucionario irlandés a principios del siglo XX. Posteriormente se adoptó para referirse a la creciente violencia en Irlanda del Norte después de 1969. La violencia se caracterizó por las campañas armadas de grupos paramilitares irlandeses republicanos y leales al Úlster y las fuerzas de seguridad estatales británicas (el Ejército Británico y el Royal Ulster Constabulary). Por lo tanto, se convirtió en el foco de la campaña principal más larga en la historia del ejército británico.
La posición del gobierno británico es que sus fuerzas fueron neutrales en el conflicto, tratando de mantener la ley y el orden en Irlanda del Norte y el derecho del pueblo de Irlanda del Norte a la autodeterminación democrática. Los nacionalistas consideran a las fuerzas estatales como fuerzas de ocupación o combatientes partidistas en el conflicto. Las fuerzas de seguridad británicas se centraron en los paramilitares y activistas republicanos, y la investigación de "Lastre" realizada por el Defensor del Pueblo de la Policía confirmó que ciertos oficiales británicos colaboraron en varias ocasiones con paramilitares leales, estuvieron involucrados en asesinatos y además obstruyeron el curso de la justicia cuando las denuncias de colusión y asesinato fueron investigados.
«Los problemas» llegaron a un final incómodo mediante un proceso de paz que incluyó la declaración de alto el fuego por parte de la mayoría de las organizaciones paramilitares, el desmantelamiento completo de las armas del IRA, la reforma de la policía y la correspondiente retirada del ejército británico de las calles y áreas fronterizas irlandesas como South Armagh y el condado de Fermanagh, según lo acordado por los signatarios del Acuerdo de Belfast (comúnmente conocido como el «Acuerdo del Viernes Santo»). Una parte del Acuerdo es que Irlanda del Norte permanecerá dentro del Reino Unido a menos que la mayoría del electorado de Irlanda del Norte vote lo contrario. También estableció el Ejecutivo de Irlanda del Norte, un gobierno descentralizado para compartir el poder, que debe consistir en partidos unionistas y nacionalistas.
Aunque el número de participantes activos era relativamente pequeño, el conflicto afectó a muchos en Irlanda del Norte a diario; su impacto a veces se extendió a Inglaterra y la República de Irlanda y, ocasionalmente, a partes de Europa continental.

## Antecedentes

### 1609–1791
En 1609, los colonos escoceses e ingleses, conocidos como planters, recibieron tierras rescatadas de los irlandeses nativos en la Colonización del Úlster. Junto con la inmigración protestante a las áreas «no plantadas» del Úlster, particularmente Antrim y Down, esto resultó en un conflicto entre los católicos nativos y los planters, lo que condujo a dos conflictos religiosos sangrientos conocidos como las Guerras Confederadas Irlandesas (1641-1653) y la guerra Guillermita (1689-1691), que resultaron en victorias protestantes.

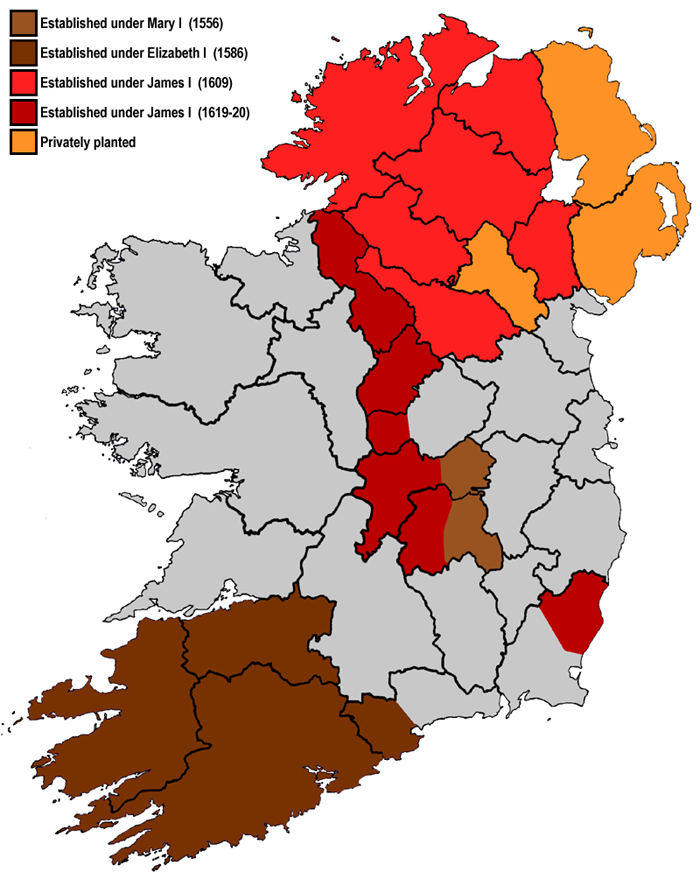
Los condados irlandeses sujetos a la colonización inglesa (1556 a 1620).

El dominio anglicano en Irlanda estaba garantizado por la aprobación de las Leyes penales que restringían los derechos religiosos, legales y políticos de cualquier persona (incluidos los disidentes católicos y protestantes, como los presbiterianos) que no se ajustaban a la iglesia estatal, la Iglesia Anglicana de Irlanda. A medida que las leyes penales comenzaron a eliminarse gradualmente en la última parte del siglo XVIII, hubo más competencia por la tierra, a medida que se levantaron las restricciones sobre la capacidad de alquiler de los católicos irlandeses. Al permitirse a los católicos comprar tierras e ingresar a los oficios de los que anteriormente habían sido prohibidos, surgieron tensiones que dieron lugar a los «Peep O'Day Boys» protestantes y los «Defenders» católicos. Esto creó polarización entre las comunidades y una reducción dramática en los reformadores entre los protestantes, muchos de los cuales se habían vuelto más receptivos a la reforma democrática.

### 1791–1912
Después de la fundación de la Society of United Irishmen por presbiterianos, católicos y anglicanos liberales, y la resultante fallida rebelión irlandesa de 1798, continuó la violencia sectaria entre católicos y protestantes. La Orden de Orange (fundada en 1795), con su objetivo declarado de defender la fe y la lealtad protestantes a los herederos de Guillermo de Orange, data de este período y permanece activa hasta nuestros días.
Con el Acta de Unión de 1800 (que entraron en vigor el 1 de enero de 1801), se formó un nuevo marco político con la abolición del Parlamento irlandés y la incorporación de Irlanda al Reino Unido de Gran Bretaña e Irlanda. El resultado fue un vínculo más estrecho entre los anglicanos y los presbiterianos anteriormente republicanos como parte de una comunidad protestante «leal». Aunque la emancipación católica se logró en 1829, eliminando en gran medida la discriminación oficial contra los católicos (entonces alrededor del 75 % de la población de Irlanda), disidentes y judíos, la campaña de la Asociación por la Derogación para derogar la Unión de 1801 fracasó.
A fines del siglo XIX, se creó el movimiento de la Home Rule y sirvió para definir la división entre la mayoría de los nacionalistas (generalmente católicos), que buscaban la restauración de un Parlamento irlandés, y la mayoría de los unionistas (generalmente protestantes), que temían ser minoría bajo un Parlamento irlandés dominado por católicos y que tendía a apoyar la unión continua con Gran Bretaña.
Los unionistas y los defensores del gobierno local fueron las principales facciones políticas en la Irlanda de fines del siglo XIX y principios del XX.

### 1912–1922

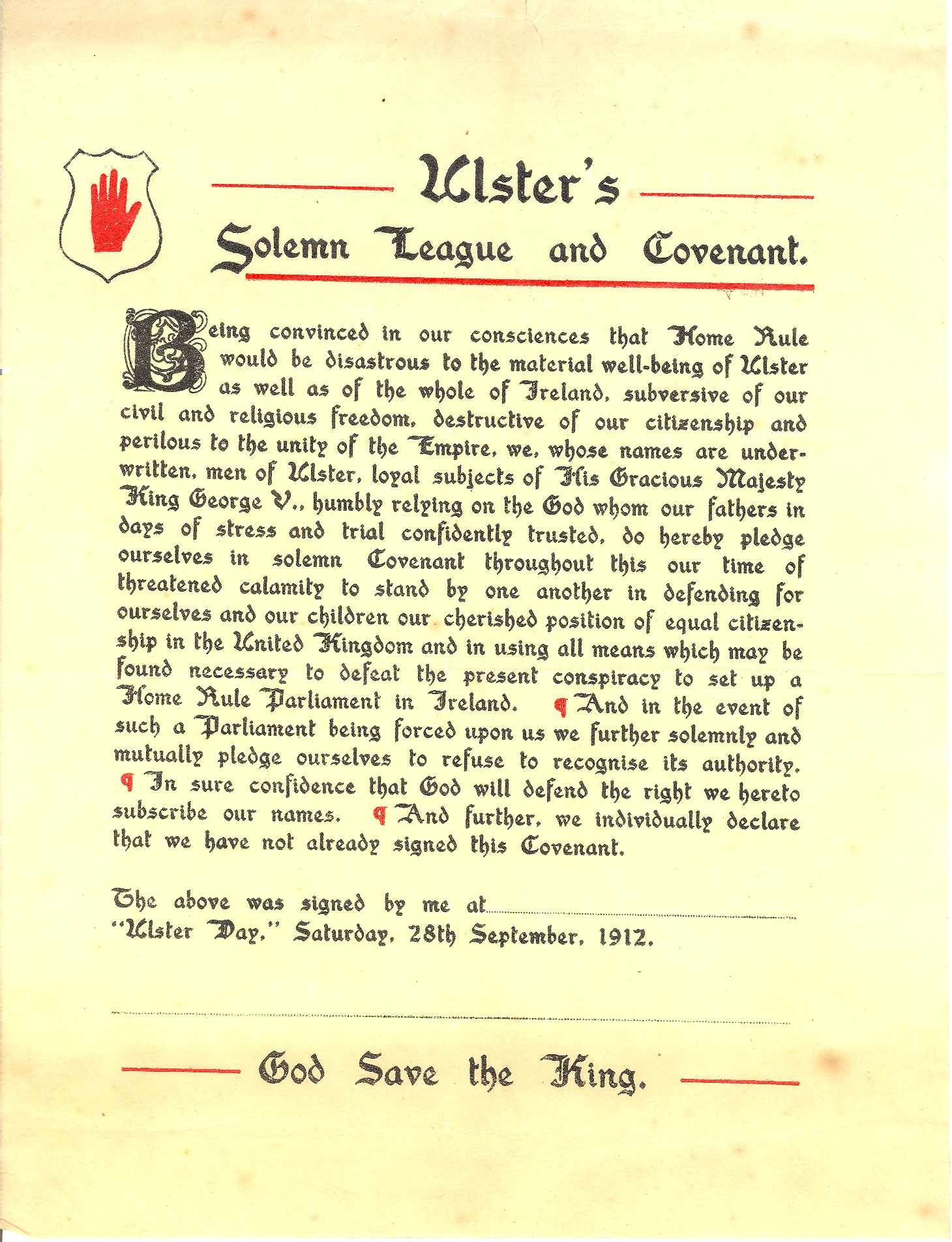
El Pacto del Úlster se emitió en protesta contra el Proyecto de Ley del Tercer Estado Interior en septiembre de 1912.

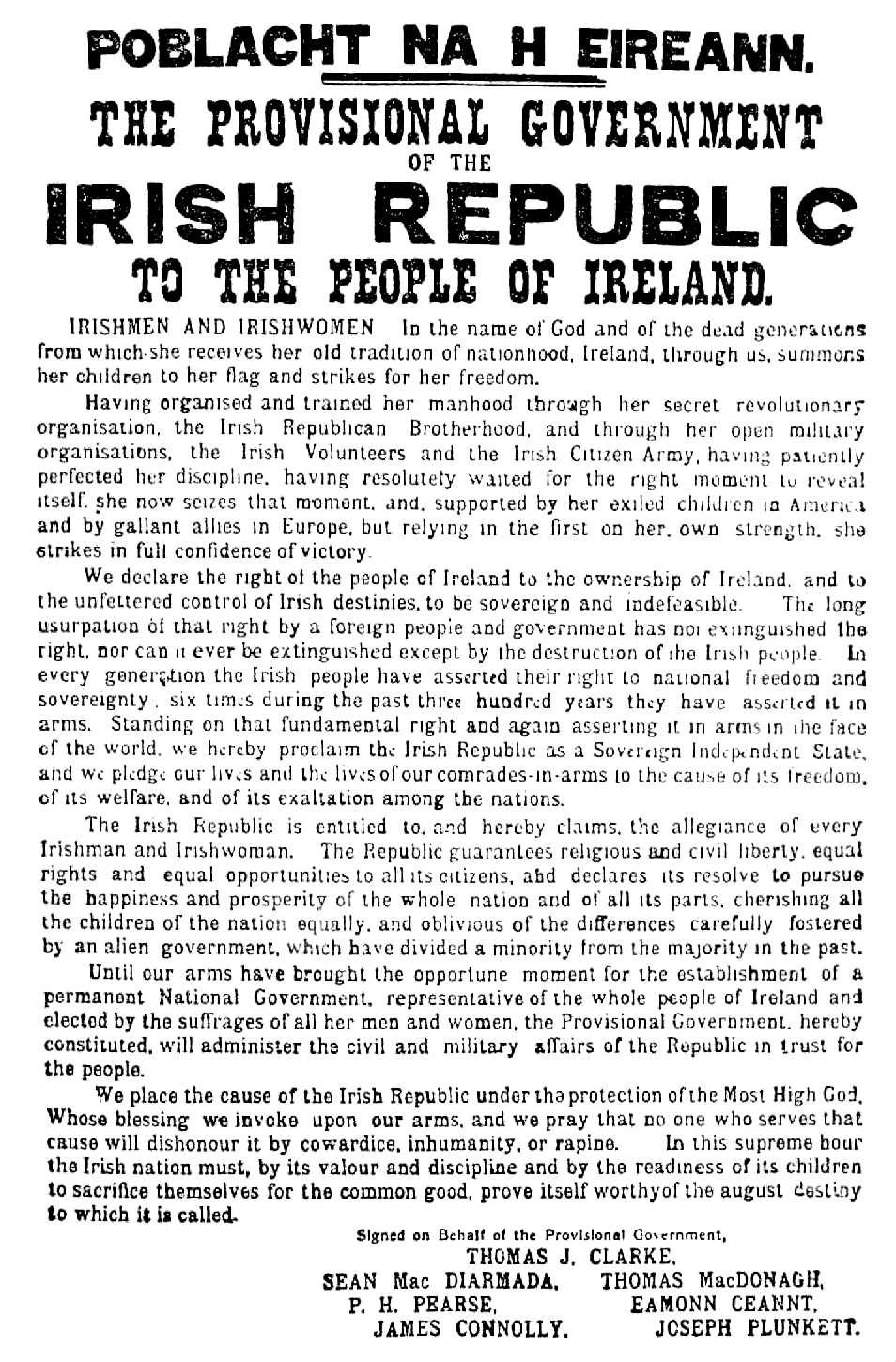
La Proclamación de la República Irlandesa se emitió durante el Alzamiento de Pascua de abril de 1916.

En la segunda década del siglo XX, el gobierno local (autogobierno irlandés limitado) estaba a punto de ser concedido debido a la agitación del Partido Parlamentario Irlandés. En respuesta a la campaña por el gobierno local que comenzó en la década de 1870, los unionistas, en su mayoría protestantes y concentrados en gran medida en el Úlster, habían resistido tanto el autogobierno como la independencia de Irlanda, temiendo por su futuro en un país abrumadoramente católico dominado por la Iglesia Católica. En 1912, los unionistas liderados por Edward Carson firmaron el Pacto del Úlster y se comprometieron a resistir el Gobierno Local por la fuerza si fuera necesario. Con este fin, formaron una unidad paramilitar: la Fuerza Voluntaria del Úlster (UVF).
En respuesta, los nacionalistas liderados por Eoin MacNeill formaron los Voluntarios Irlandeses en 1913, cuyo objetivo era oponerse a la UVF y garantizar la promulgación del Tercer Proyecto de Ley de Autonomía en caso de recalcitrancia británica o unionista. El estallido de la Primera Guerra Mundial en 1914, y la participación de Irlanda en la guerra, evitó temporalmente una posible guerra civil en Irlanda y retrasó la resolución de la cuestión de la independencia irlandesa. La Home Rule, aunque aprobada en el Parlamento Británico con consentimiento real, fue suspendida por la duración de la guerra.
Los Voluntarios Irlandeses (conocidos como Voluntarios Nacionales) se separaron, en su mayoría, apoyando el esfuerzo de guerra, y algunos de ellos se unieron a los regimientos irlandeses del Nuevo Ejército Británico. Muchos de los que se quedaron eran nacionalistas radicales, entre ellos infiltrados de la Hermandad Republicana Irlandesa. De estos rangos vinieron los que lanzaron el Alzamiento de Pascua en Dublín en 1916, dirigido por Padraig Pearse y James Connolly.
Dos años y medio después de las ejecuciones de quince de los líderes del Alzamiento, el partido separatista Sinn Féin ganó las elecciones generales de diciembre de 1918 en Irlanda con el 47 % de los votos y la mayoría de los escaños, y estableció el Primer Dáil (Parlamento irlandés) de 1919 en Dublín. Su victoria fue ayudada por la amenaza del servicio militar obligatorio para el servicio de la Primera Guerra Mundial. La Guerra de Independencia de Irlanda siguió, lo que condujo a una eventual independencia en 1922 para el Estado Libre de Irlanda, que comprendía 26 de los 32 condados irlandeses. En Úlster, particularmente en los seis condados que se convirtieron en Irlanda del Norte, al Sinn Féin le fue relativamente mal en las elecciones de 1918, y los unionistas obtuvieron la mayoría.
La Ley de Gobierno de Irlanda de 1920 dividió la isla de Irlanda en dos jurisdicciones separadas, Irlanda del Sur e Irlanda del Norte, ambas regiones delegadas del Reino Unido. Esta partición de Irlanda se confirmó cuando el Parlamento de Irlanda del Norte ejerció su derecho en diciembre de 1922 en virtud del Tratado anglo-irlandés de 1921 de «optar por no participar» en el recién establecido Estado Libre de Irlanda. Una parte del tratado firmado en 1922 ordenaba que una comisión fronteriza se sentara para decidir dónde estaría la frontera del estado del norte en relación con su vecino del sur. Después de la guerra civil irlandesa de 1922-1923, esta parte del tratado recibió menos prioridad por parte del nuevo gobierno de Dublín dirigido por W. T. Cosgrave y se abandonó en silencio. Como los condados de Fermanagh y Tyrone y las áreas fronterizas de Londonderry, Armagh y Down eran principalmente nacionalistas, la Comisión de Fronteras de Irlanda podría reducir Irlanda del Norte a cuatro condados o menos.
Irlanda del Norte siguió siendo parte del Reino Unido, aunque bajo un sistema de gobierno separado por el cual se le dio su propio parlamento y el gobierno delegado. Si bien este acuerdo cumplió con los deseos de los unionistas de seguir siendo parte del Reino Unido, los nacionalistas vieron en gran medida la partición de Irlanda como una división ilegal y arbitraria de la isla contra la voluntad de la mayoría de su gente. Argumentaron que el estado de Irlanda del Norte no era legítimo ni democrático, sino creado con una mayoría unionista deliberadamente «gerrymander». Los católicos inicialmente constituían alrededor del 35% de su población. Un total de 557 personas, en su mayoría católicos, fueron asesinados en violencia política o sectaria entre 1920 y 1922 en los seis condados que se convertirían en Irlanda del Norte, tanto durante como después de la Guerra de Independencia de Irlanda. El resultado fue una lucha comunitaria entre católicos y protestantes, y algunos historiadores describieron esta violencia, especialmente en Belfast, como un pogromo, aunque el historiador Peter Hart argumenta que el término no es apropiado dada la reciprocidad de la violencia en Irlanda del Norte.

### 1922–1966
Un remanente marginado del Ejército Republicano Irlandés (IRA) sobrevivió a la guerra civil irlandesa. Esto tendría un gran impacto en Irlanda del Norte. Aunque el IRA fue proscrito en ambos lados de la nueva frontera irlandesa, se mantuvo ideológicamente comprometido a derrocar a los gobiernos de Irlanda del Norte y del Estado Libre por la fuerza de las armas para unificar Irlanda. El gobierno de Irlanda del Norte aprobó el Acta de Poderes Especiales en 1922, otorgando poderes radicales al gobierno y la policía para internar a los sospechosos sin juicio y para administrar castigos corporales como la flagelación para restablecer o preservar la ley y el orden. La Ley continuó siendo utilizada contra los nacionalistas mucho después de que la violencia de este período hubiera llegado a su fin. En 1920, en las elecciones locales celebradas bajo representación proporcional, los nacionalistas habían ganado el control de muchos gobiernos locales, incluidos los Consejos del Condado de Fermanagh y Tyrone y el Consejo del Distrito de Londonderry que gobierna la ciudad de Derry. En respuesta, en 1922 el nuevo gobierno unionista volvió a trazar los límites electorales para dar a sus partidarios una mayoría y abolió la representación proporcional en favor de la primera votación posterior. Esto dio como resultado el control unionista de áreas como Derry, Fermanagh y Tyrone, donde en realidad eran una minoría de votantes.
Las posiciones de las dos partes se definieron estrictamente después de este período. Desde una perspectiva unionista, los nacionalistas de Irlanda del Norte fueron inherentemente desleales y decididos a forzar a los unionistas a una Irlanda unida. Se consideró que esta amenaza justificaba el trato preferencial de los unionistas en vivienda, empleo y otros campos. La prevalencia de familias numerosas y, por lo tanto, la posibilidad de un crecimiento demográfico más rápido entre los católicos se consideraba una amenaza. Los gobiernos unionistas ignoraron la advertencia de Edward Carson en 1921 de que alienar a los católicos haría a Irlanda del Norte inherentemente inestable. Después de principios de la década de 1920, hubo incidentes ocasionales de disturbios sectarios en Irlanda del Norte. Estos incluyeron disturbios severos en Belfast en las décadas de 1930 y 1950, y la breve Campaña del Norte del IRA en la década de 1940 y la Campaña fronteriza entre 1956 y 1962, que no contó con un amplio apoyo popular entre los nacionalistas. Después de que el IRA suspendió su campaña en 1962, Irlanda del Norte se volvió relativamente estable por un breve período.

## Final de los años 1960
Hay poco acuerdo sobre la fecha exacta del inicio del conflicto. Diferentes escritores han sugerido fechas distintas. Estos incluyen la formación de la moderna Fuerza Voluntaria del Úlster en 1966, la marcha por los derechos civiles en Derry el 5 de octubre de 1968, el comienzo de la Batalla del Bogside el 12 de agosto de 1969 o el despliegue de tropas británicas el 14 de agosto de 1969.

### Campaña de derechos civiles y reacción sindical
En marzo y abril de 1966, los nacionalistas/republicanos irlandeses realizaron desfiles en toda Irlanda para conmemorar el 50 aniversario del Alzamiento de Pascua. El 8 de marzo, un grupo de republicanos irlandeses dinamitó la columna de Nelson en Dublín. En ese momento, el IRA era débil y no participaba en una acción armada, pero algunos unionistas advirtieron que estaba a punto de revivir para lanzar otra campaña contra Irlanda del Norte. En abril de 1966, los leales liderados por Ian Paisley, un predicador fundamentalista protestante, fundaron el Comité de Defensa de la Constitución del Úlster (UCDC). Creó un ala de estilo paramilitar llamada Voluntarios Protestantes del Úlster (UPV) para expulsar a Terence O'Neill, primer ministro de Irlanda del Norte. Aunque O'Neill era unionista, lo consideraban demasiado «blando» en el movimiento de derechos civiles y se opusieron a sus políticas.
Al mismo tiempo, un grupo leal que se hacía llamar la Fuerza Voluntaria del Úlster (UVF) surgió en la zona de Shankill de Belfast. Fue dirigido por Gusty Spence, un exsoldado británico. Muchos de sus miembros también eran miembros de la UCDC y la UPV. En abril y mayo de 1966, bombardeó varios hogares, escuelas y negocios católicos. Una bomba incendiaria mató a una anciana viuda protestante, Matilda Gould. El 21 de mayo, la UVF emitió una declaración declarando «guerra» contra el IRA y cualquier persona que lo ayude. La UVF le disparó fatalmente a un civil católico, John Scullion, mientras caminaba a casa el 27 de mayo. Un mes después, disparó contra tres civiles católicos cuando salían de un pub, matando a Peter Ward, un católico de Falls Road. Poco después, la UVF fue proscrita (ilegalizada) por el gobierno de Irlanda del Norte.
A mediados de la década de 1960, comenzó una campaña no violenta de derechos civiles en Irlanda del Norte. Comprende grupos como la Asociación por los derechos civiles de Irlanda del Norte (NICRA), la Campaña por la Justicia Social (CSJ), el Comité de Acción Ciudadana de Derry (DCAC) y Democracia Popular, cuyos objetivos declarados fueron:
- acabar con la discriminación laboral: mostró pruebas de que los católicos/nacionalistas tenían menos probabilidades de recibir ciertos trabajos, especialmente trabajos del gobierno.
- acabar con la discriminación en la asignación de viviendas: mostró pruebas de que los consejos locales controlados por los unionistas asignaron viviendas a los protestantes antes que a los católicos/nacionalistas.
- one man, one vote: en Irlanda del Norte, solo los hogares podían votar en las elecciones locales, mientras que en el resto del Reino Unido todos los adultos podían votar.
- acabar con el gerrymandering de los distritos electorales: esto significaba que los nacionalistas tenían menos poder de voto que los unionistas, incluso cuando los nacionalistas eran mayoría.
- reforma de la fuerza policial (Royal Ulster Constabulary): que eran más del 90 % protestantes y criticados por su sectarismo y la brutalidad policial.
- derogación del Ley de Poderes Especiales: esto permitió a la policía buscar sin orden judicial, arrestar y encarcelar a personas sin cargos ni juicio, prohibir asambleas o desfiles y prohibir publicaciones; la ley se usó casi exclusivamente contra los nacionalistas.[65][59][66][67][68]

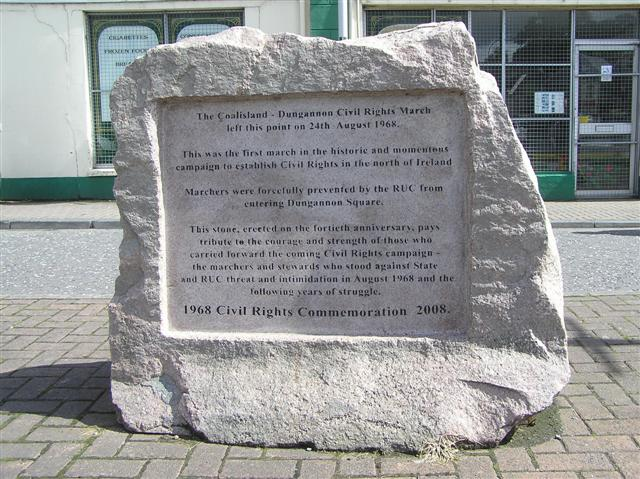
Monumento a la primera manifestación por los derechos civiles en Irlanda del Norte.

Algunos sospecharon y acusaron a la NICRA de ser un grupo frontal republicano cuyo objetivo final era unir a Irlanda. Aunque los republicanos y algunos miembros del IRA (entonces liderados por Cathal Goulding y siguiendo una agenda no violenta) ayudaron a crear e impulsar el movimiento, no lo controlaron y no fueron una facción dominante dentro de él.
El 20 de junio de 1968, activistas de derechos civiles (incluido Austin Currie, un diputado nacionalista) protestaron contra la discriminación en la vivienda al okupar una casa en Caledon. El consejo local había asignado la casa a una protestante soltera de 19 años (Emily Beattie, la secretaria de un político local de la UUP) en lugar de dos grandes familias católicas con hijos. Los oficiales de la RUC, uno de los cuales era el hermano de Beattie, expulsaron por la fuerza a los activistas. Dos días antes de la protesta, las dos familias católicas que habían estado okupando en la casa de al lado fueron retiradas por la policía. Currie había presentado su queja ante el consejo local y Stormont, pero se le había dicho que se fuera. El incidente revitalizó el movimiento de derechos civiles.
El 24 de agosto de 1968, el movimiento de derechos civiles realizó su primera manifestación por los derechos civiles, desde Coalisland hasta Dungannon. Se celebraron muchas más manifestaciones durante el año siguiente. Los leales (especialmente los miembros de la UPV) atacaron algunas de las manifestaciones y realizaron contra-manifestaciones en un intento por prohibir las mismas. Debido a la falta de reacción policial a los ataques, los nacionalistas vieron a la RUC, casi totalmente protestante, como un respaldo a los leales y permitiendo que ocurrieran los ataques. El 5 de octubre de 1968, el gobierno de Irlanda del Norte prohibió una manifestación por los derechos civiles en Derry. Cuando los manifestantes desafiaron la prohibición, los oficiales de la RUC rodearon a los manifestantes y los golpearon indiscriminadamente y sin provocación. Más de 100 personas resultaron heridas, incluidos varios políticos nacionalistas. El incidente fue filmado por equipos de noticias de televisión y mostrado en todo el mundo. Causó indignación entre católicos y nacionalistas, lo que provocó dos días de disturbios en Derry entre nacionalistas y la RUC.

Mural de entrada a la zona conocida como Free Derry o «Derry Libre».

Pocos días después, se formó un grupo estudiantil de derechos civiles, Democracia Popular, en Belfast. A fines de noviembre, O'Neill prometió al movimiento de derechos civiles algunas concesiones, pero estos fueron vistos como escasos por los nacionalistas y demasiado por los leales. El 1 de enero de 1969, Democracia Popular comenzó una marcha de cuatro días desde Belfast a Derry, que fue acosada y atacada repetidamente por los leales. En el Puente Burntollet, los manifestantes fueron atacados por unos 200 leales, incluidos algunos policías fuera de servicio, armados con barras de hierro, ladrillos y botellas en una emboscada planificada. Cuando la marcha llegó a Derry, fue nuevamente atacada. Los manifestantes afirmaron que la policía no hizo nada para protegerlos y que algunos oficiales ayudaron a los atacantes. Esa noche, los oficiales de la RUC se desenfrenaron en el área de Bogside en Derry, atacando hogares católicos y amenazando a residentes y lanzando abusos sectarios. Luego, los residentes sellaron el Bogside con barricadas para mantener alejada a la policía, creando el denominado «Free Derry» («Derry Libre»), que fue brevemente un área prohibida para las fuerzas de seguridad.
En marzo y abril de 1969, los leales bombardearon instalaciones de agua y electricidad en Irlanda del Norte, culpándolos del IRA inactivo y de los elementos del movimiento de derechos civiles. Algunos ataques dejaron gran parte de Belfast sin electricidad ni agua. Los leales esperaban que los bombardeos obligarían a O'Neill a renunciar y poner fin a cualquier concesión a los nacionalistas. Hubo seis bombardeos entre el 30 de marzo y el 26 de abril. Todos fueron ampliamente culpados del IRA, y los soldados británicos fueron enviados a instalaciones de guardia. El apoyo unionista a O'Neill disminuyó, y el 28 de abril dimitió como primer ministro.

### Disturbios de 1969 y secuelas
El 19 de abril hubo enfrentamientos entre los manifestantes del NICRA, la RUC y los leales en Bogside. Los oficiales de la RUC entraron a la casa de Samuel Devenny (42), un civil católico no involucrado, y lo golpearon ferozmente junto con dos de sus hijas adolescentes y un amigo de la familia. Una de las hijas fue golpeada inconsciente mientras yacía recuperándose de una cirugía. Devenny sufrió un ataque al corazón y murió el 17 de julio a causa de sus heridas. El 13 de julio, oficiales del RUC golpearon a un civil católico, Francis McCloskey (67), durante enfrentamientos en Dungiven. Murió de sus heridas al día siguiente.
El 12 de agosto, los Aprendices de Derry, leales, pudieron manifestarse a lo largo del borde de Bogside. Se intercambiaron burlas y misiles entre los leales y los residentes nacionalistas. Después de ser bombardeado con piedras y bombas de gasolina por parte de los nacionalistas, la RUC, respaldado por los leales, intentó asaltar el Bogside. La RUC utilizó gas CS, vehículos blindados y cañones de agua, pero cientos de nacionalistas los mantuvieron a raya. La lucha continua, que se conoció como la Batalla de Bogside, duró dos días.
En respuesta a los acontecimientos en Derry, los nacionalistas realizaron protestas en las bases de RUC en Belfast y en otros lugares. Algunos de estos llevaron a enfrentamientos con la RUC y ataques a las bases de la RUC. En Belfast, los leales respondieron invadiendo distritos nacionalistas, incendiando casas y negocios. Hubo enfrentamientos armados entre nacionalistas y la RUC, y entre nacionalistas y leales. Un grupo de unos 30 miembros del IRA participó en los combates en Belfast. La RUC desplegó autos blindados Shorland montados con ametralladoras pesadas Browning. Los Shorlands abrieron fuego dos veces contra un bloque de pisos en un distrito nacionalista, matando a un niño de nueve años, Patrick Rooney. Oficiales de la RUC abrieron fuego contra los manifestantes en Armagh, Dungannon y Coalisland.
Durante los disturbios, el 13 de agosto, el Taoiseach Jack Lynch dio un discurso televisivo. Condenó a la RUC y dijo que el Gobierno irlandés «ya no puede esperar y ver a personas inocentes heridas, y quizá algo peor». Pidió que se desplegara una fuerza de paz de las Naciones Unidas y dijo que se estaban estableciendo hospitales de campaña del ejército irlandés en la frontera en el condado de Donegal, cerca de Derry. Lynch agregó que la reunificación irlandesa sería la única solución permanente. Algunos interpretaron el discurso como una amenaza de intervención militar. Después de los disturbios, Lynch ordenó al ejército irlandés que planificara una posible intervención humanitaria en Irlanda del Norte. El plan, conocido como Ejercicio Armagedón, fue rechazado y permaneció clasificado durante treinta años.
Del 14 al 15 de agosto, se desplegaron tropas británicas en Derry y Belfast para restablecer el orden, pero no trataron de entrar en Bogside, poniendo fin temporalmente a los disturbios. Ocho personas habían muerto a tiros, más de 750 habían resultado heridas (incluidas 133 que sufrieron heridas de bala) y más de 400 casas y negocios habían sido destruidos (83 % de propiedad católica). 1505 católicos y 315 familias protestantes fueron obligados a huir de sus hogares. El ejército irlandés estableció campos de refugiados en la República cerca de la frontera. Los nacionalistas inicialmente dieron la bienvenida al ejército británico, ya que no confiaban en la RUC.
El 9 de septiembre, el Comité Conjunto de Seguridad de Irlanda del Norte se reunió en el castillo de Stormont y decidió que

Se establecería una línea de paz para separar físicamente las comunidades de Falls y Shankill. Inicialmente, esto tomaría la forma de una cerca temporal de alambre de púas que sería gestionada por el ejército y la policía... Se acordó que no debería haber ninguna duda de que la línea de paz se volvería permanente, aunque se reconoció que las barreras podrían tener que fortalecerse en algunos lugares.

El 10 de septiembre, el ejército británico comenzó la construcción del primer «muro de la paz». Fue el primero de muchos de esos muros en Irlanda del Norte que aún se mantienen en pie.
Después de los disturbios, se creó el «Comité de Caza» para examinar la RUC. Publicó su informe el 12 de octubre, recomendando que la RUC se convirtiera en una fuerza desarmada y que se disolvieran los B Specials. Esa noche, los leales salieron a las calles de Belfast en protesta por el informe. Durante la violencia en Shankill, miembros de la UVF mataron a tiros al oficial de la RUC Victor Arbuckle. Fue el primer oficial de la RUC en ser asesinado durante «los problemas». En octubre y diciembre de 1969, la UVF llevó a cabo una serie de pequeños bombardeos en la República de Irlanda.

## Años 1970

### Auge de la violencia y colapso de Stormont

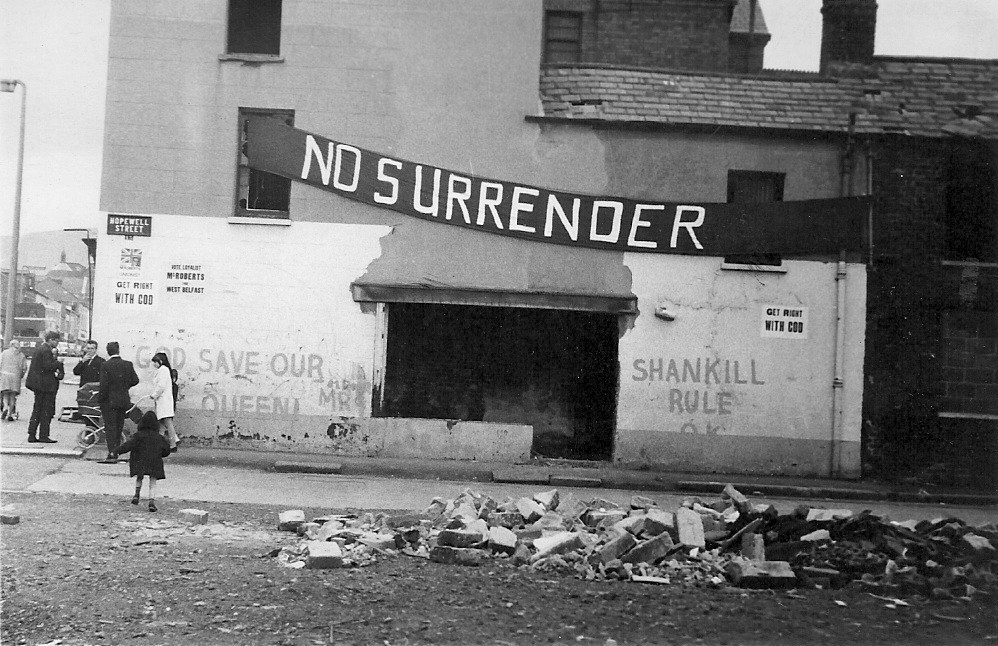
Pancarta lealista (No surrender, «no hay rendición») y grafiti (God save our Queen) en un edificio en el área de Shankill de Belfast, 1970.

Desde 1970 hasta 1972 se produjo una explosión de violencia política en Irlanda del Norte. La violencia alcanzó su punto máximo en 1972, cuando casi 500 personas, un poco más de la mitad de ellas civiles, perdieron la vida, el peor año de todo el conflicto. A pesar del intento del gobierno británico de no hacer «nada que sugiera parcialidad a una sección de la comunidad» y la mejora de la relación entre el Ejército y la población local luego de la asistencia del Ejército con ayuda durante una inundación en agosto de 1970, una situación que fue descrita en ese momento como «sectaria inflamada, que está siendo explotada deliberadamente por el IRA y otros extremistas» llevó al rápido deterioro de las relaciones entre la población católica y el ejército británico.
Los nacionalistas señalan una serie de eventos en estos años para explicar el aumento de la violencia. Uno de esos incidentes fue la batalla de Falls en julio de 1970, cuando 3000 soldados impusieron un toque de queda en el área nacionalista de Lower Falls de Belfast, disparando más de 1500 rondas de municiones en tiroteos con el IRA Oficial y matando a cuatro personas. Otra fue la introducción de internamiento sin juicio en 1971 (de 350 detenidos iniciales, ninguno era protestante). Además, debido a la poca inteligencia, muy pocos de los internos eran en realidad activistas republicanos en ese momento, pero algunos internos se radicalizaron cada vez más como resultado de sus experiencias.
A fines de 1971, había 29 barricadas en Derry, bloqueando el acceso a lo que se conocía como Free Derry; 16 de estos eran intransitables incluso para los vehículos blindados de una tonelada del ejército británico. Muchas de las «áreas prohibidas» nacionalistas o republicanas estaban controladas por una de las dos facciones del ejército republicano irlandés: el IRA Provisional y el IRA Oficial. Se ofrecen varias razones por las cuales la violencia se intensificó en estos años.
Los unionistas afirman que la razón principal fue la formación del IRA Provisional y el IRA Oficial, particularmente el primero. Estos dos grupos se formaron cuando el IRA se dividió en las facciones Provisional y Oficial. Mientras que el IRA anterior había abrazado la agitación civil no violenta, el nuevo IRA Provisional estaba decidido a emprender una «lucha armada» contra el dominio británico en Irlanda del Norte. El nuevo IRA estaba dispuesto a asumir el papel de «defensores de la comunidad católica», en lugar de buscar la unidad ecuménica de la clase trabajadora en ambas comunidades.

### «Domingo sangriento»
Otro hecho que agravó la situación fue el llamado «Domingo sangriento», la muerte a tiros de trece civiles varones desarmados a manos del ejército británico en un mitin proscrito contra el internamiento en Derry el 30 de enero de 1972 (un decimocuarto hombre murió de sus heridas unos meses después) mientras más de otros catorce civiles resultaron heridos. La marcha había sido organizada por la Asociación por los derechos civiles de Irlanda del Norte (NICRA). Los soldados involucrados eran miembros del Primer Batallón, Regimiento de Paracaidistas, también conocido como «1 Para».
Este fue uno de los eventos más destacados que ocurrieron durante el conflicto de Irlanda del Norte, ya que se registró como el mayor número de civiles asesinados en un solo incidente de disparos durante «los Problemas», aunque murieron más en el atentado de Omagh en 1998.
El «Domingo sangriento» aumentó en gran medida la hostilidad de los católicos y los nacionalistas irlandeses hacia el ejército y el gobierno británico, al tiempo que aumentó significativamente las tensiones durante el conflicto de Irlanda del Norte. Como resultado, el Ejército Republicano Irlandés Provisional (IRA) obtuvo más apoyo, especialmente a través del aumento del número de reclutas en las áreas locales.
Después de la introducción del internamiento, hubo numerosos enfrentamientos armados entre el ejército británico y el IRA Provisional y Oficial. Entre 1971 y 1975, 1981 personas fueron internadas; 1874 eran católicos/republicanos, mientras que 107 eran protestantes/leales. Hubo denuncias generalizadas de abuso e incluso tortura de detenidos, y en 1972, las «cinco técnicas» utilizadas por la policía y el ejército para el interrogatorio se consideraron ilegales después de una investigación del gobierno británico.
El IRA Provisional, o «Provos», como se los conoció, buscó establecerse como el defensor de la comunidad nacionalista. El IRA Oficial (OIRA) comenzó su propia campaña armada en reacción a la violencia en curso. La campaña ofensiva del IRA Provisional comenzó a principios de 1971 cuando el Consejo del Ejército sancionó los ataques contra el Ejército británico.
En 1972, el IRA Provisional mató a aproximadamente 100 miembros de las fuerzas de seguridad, hirió a otros 500 y llevó a cabo aproximadamente 1300 atentados, principalmente contra objetivos comerciales que consideraban la «economía artificial». La campaña de atentados mató a muchos civiles, especialmente el «Viernes sangriento» el 21 de julio, cuando 22 bombas se dispararon en el centro de Belfast, matando a siete civiles y dos soldados. En el mismo año, el IRA Oficial mató a docenas de soldados e hirió a varios más, principalmente a través de ataques con armas de fuego, según la base de datos Sutton del proyecto CAIN. El IRA Oficial suspendió su campaña en mayo de 1972.
Las concentraciones de tropas británicas alcanzaron su punto máximo en 20:1000 de la población civil, la proporción más alta encontrada en la historia de la guerra de contrainsurgencia, más alta que la alcanzada durante la «Emergencia Malaya», a la cual el conflicto es frecuentemente comparado. La Operación Motorman, la operación militar para el oleaje, fue la mayor operación militar en Irlanda desde la Guerra de Independencia de Irlanda. En total, estuvieron involucradas casi 22 000 fuerzas británicas. En los días previos al 31 de julio, alrededor de 4000 tropas adicionales fueron traídas a Irlanda del Norte.
A pesar de un alto el fuego temporal en 1972 y las conversaciones con funcionarios británicos, los Provisionales estaban decididos a continuar su campaña hasta el logro de una Irlanda unida. El gobierno del Reino Unido en Londres, creyendo que la administración de Irlanda del Norte era incapaz de contener la situación de seguridad, trató de asumir el control de la ley y el orden allí. Como esto era inaceptable para el Gobierno de Irlanda del Norte, el gobierno británico impulsó la legislación de emergencia —la Ley de Irlanda del Norte (Provisiones Temporales) de 1972— que suspendió el parlamento y el gobierno de Stormont controlados por los unionistas e introdujo el «gobierno directo» de Londres. La regla directa fue inicialmente pensada como una medida a corto plazo; la estrategia a mediano plazo era restaurar el autogobierno en Irlanda del Norte sobre una base que fuera aceptable tanto para los unionistas como para los nacionalistas. Sin embargo, el acuerdo resultó difícil de alcanzar y «los Problemas» continuaron durante los años setenta, ochenta y noventa en un contexto de punto muerto político. La existencia de «áreas prohibidas» en Belfast y Derry fue un desafío a la autoridad del gobierno británico en Irlanda del Norte, y el ejército británico demolió las barricadas y restableció el control sobre las áreas en la Operación Motorman el 31 de julio de 1972.

### Acuerdo de Sunningdale y huelgas de hambre
En junio de 1973, tras la publicación de un Libro blanco británico y un referéndum sobre el estado de Irlanda del Norte en marzo, se estableció un nuevo órgano parlamentario, la Asamblea de Irlanda del Norte. Las elecciones se celebraron el 28 de junio. En octubre de 1973, los principales partidos nacionalistas y unionistas, junto con los gobiernos británico e irlandés, negociaron el Acuerdo de Sunningdale, que tenía la intención de producir un acuerdo político dentro de Irlanda del Norte, pero con una llamada «dimensión irlandesa» que involucraba a la República. El acuerdo preveía el «reparto del poder», la creación de un ejecutivo que contuviera tanto unionistas como nacionalistas, y un Consejo de Irlanda, un órgano compuesto por ministros de Irlanda del Norte y de la República, diseñado para fomentar la cooperación transfronteriza. Las similitudes entre el Acuerdo de Sunningdale y el Acuerdo de Belfast de 1998 han llevado a algunos comentaristas a caracterizar a este último como «el Sunningdale para estudiantes lentos». Esta afirmación ha sido criticada por los politólogos, uno de los cuales declaró que «hay diferencias significativas entre ellos [Sunningdale y Belfast], tanto en términos de contenido como de las circunstancias que rodearon su negociación, implementación y operación».
Los unionistas se dividieron sobre el Acuerdo de Sunningdale, al que también se opuso el IRA, cuyo objetivo seguía siendo el fin de la existencia de Irlanda del Norte como parte del Reino Unido. Muchos unionistas se opusieron al concepto de compartir el poder, argumentando que no era factible compartir el poder con aquellos (nacionalistas) que buscaban la destrucción del estado. Quizás más importante, sin embargo, fue la oposición unionista a la «dimensión irlandesa» y al Consejo de Irlanda, que se percibió como un parlamento en espera de toda Irlanda. Las declaraciones de un joven concejal del SDLP, Hugh Logue, ante una audiencia en el Trinity College de Dublín de que Sunningdale fue la herramienta «por la cual los unionistas serán enviados a una Irlanda unida» también dañaron las posibilidades de un importante apoyo sindical para el acuerdo. En enero de 1974, Brian Faulkner fue depuesto por poco como líder del Partido Unionista del Úlster (UUP) y reemplazado por Harry West. Las elecciones generales del Reino Unido en febrero de 1974 dieron a los unionistas anti-Sunningdale la oportunidad de probar la opinión sindical con el lema «Dublín está a solo un Sunningdale de distancia», y el resultado galvanizó su apoyo: ganaron 11 de los 12 escaños, ganando el 58% de la votación con la mayoría del resto irá a nacionalistas y unionistas pro-Sunningdale.
Sin embargo, en última instancia, el Acuerdo de Sunningdale fue derribado por una acción masiva por parte de paramilitares leales (principalmente la Asociación de Defensa del Úlster, en ese momento con más de 20 000 miembros) y trabajadores, que formaron el Consejo de Trabajadores del Úlster (UWC, Ulster Workers' Council). Organizaron una huelga general, la huelga del Consejo de Trabajadores del Úlster. Esto restringió severamente Irlanda del Norte y cortó servicios esenciales como el agua y la electricidad. Los nacionalistas argumentan que el Gobierno británico no hizo lo suficiente para romper esta huelga y defender la iniciativa de Sunningdale. Hay evidencia de que la huelga fue alentada por el MI5, una parte de su campaña para «desorientar» al gobierno del primer ministro británico Harold Wilson. Ante tal oposición, los unionistas pro Sunningdale renunciaron al gobierno de poder compartido y el nuevo régimen colapsó. Tres días después de la huelga del UWC, el 17 de mayo de 1974, dos equipos de UVF de las brigadas de Belfast y Mid-Ulster detonaron tres coches bomba sin advertencia en el centro de la ciudad de Dublín durante la hora punta del viernes por la noche, resultando en 26 muertos y cerca de 300 heridos. Noventa minutos después, un cuarto coche bomba explotó en Monaghan, matando a otras siete personas. Nadie ha sido condenado por estos ataques, siendo los atentados el ataque con más víctimas en la historia de «los Problemas».

### Propuesta de independencia de Irlanda del Norte
Harold Wilson se había reunido en secreto con el IRA en 1971 mientras era líder de la oposición; su gobierno a finales de 1974 y principios de 1975 se reunió nuevamente con el IRA para negociar un alto el fuego. Durante las reuniones, las partes discutieron la posibilidad de la retirada británica de una Irlanda del Norte independiente. El fracaso de Sunningdale llevó a la seria consideración en Londres, hasta noviembre de 1975, de la independencia norirlandesa. Si se hubiera producido la retirada —que Wilson apoyó pero otros, como James Callaghan, se opusieron— la región se habría convertido en un Dominio separado de la Commonwealth británica.
Las negociaciones británicas con una organización ilegal enojaron al gobierno irlandés. No conocía sus procedimientos, pero temía que los británicos estuvieran considerando abandonar Irlanda del Norte. El ministro de Relaciones Exteriores, Garret FitzGerald, discutió en un memorando de junio de 1975 las posibilidades de una retirada e independencia ordenadas, el reparto de la isla o el colapso de Irlanda del Norte en la guerra civil y la anarquía. El memorándum prefería una independencia negociada como el mejor de los tres «peores escenarios», pero concluyó que el gobierno irlandés podía hacer poco.
El gobierno irlandés ya no había logrado evitar que el IRA incendiara la embajada británica en 1972. Creía que no podía ampliar el pequeño ejército del país de 12 500 hombres sin consecuencias negativas. Una guerra civil en Irlanda del Norte causaría muchas muertes y graves consecuencias para la República, ya que el público exigiría que interviniera para proteger a los nacionalistas. FitzGerald advirtió a Callaghan que el hecho de no intervenir, a pesar de la incapacidad de Irlanda para hacerlo, «amenazaría al gobierno democrático en la República», lo que a su vez puso en peligro la seguridad británica y europea contra los comunistas y otras naciones extranjeras.
El gobierno irlandés temía tanto las consecuencias de una Irlanda del Norte independiente que FitzGerald se negó a pedirle a los británicos que no se retiraran —ya que temía que discutir abiertamente el tema pudiera permitir que los británicos procedieran— y otros miembros del gobierno se opusieron al gabinete irlandés incluso discutiendo lo que FitzGerald llamó un «escenario del fin del mundo». Escribió en 2006 que «ni entonces ni desde entonces la opinión pública en Irlanda se dio cuenta de cuán cerca del desastre estuvo nuestra isla durante los últimos dos años de la presidencia de Harold Wilson».

### Mediados de la década de 1970

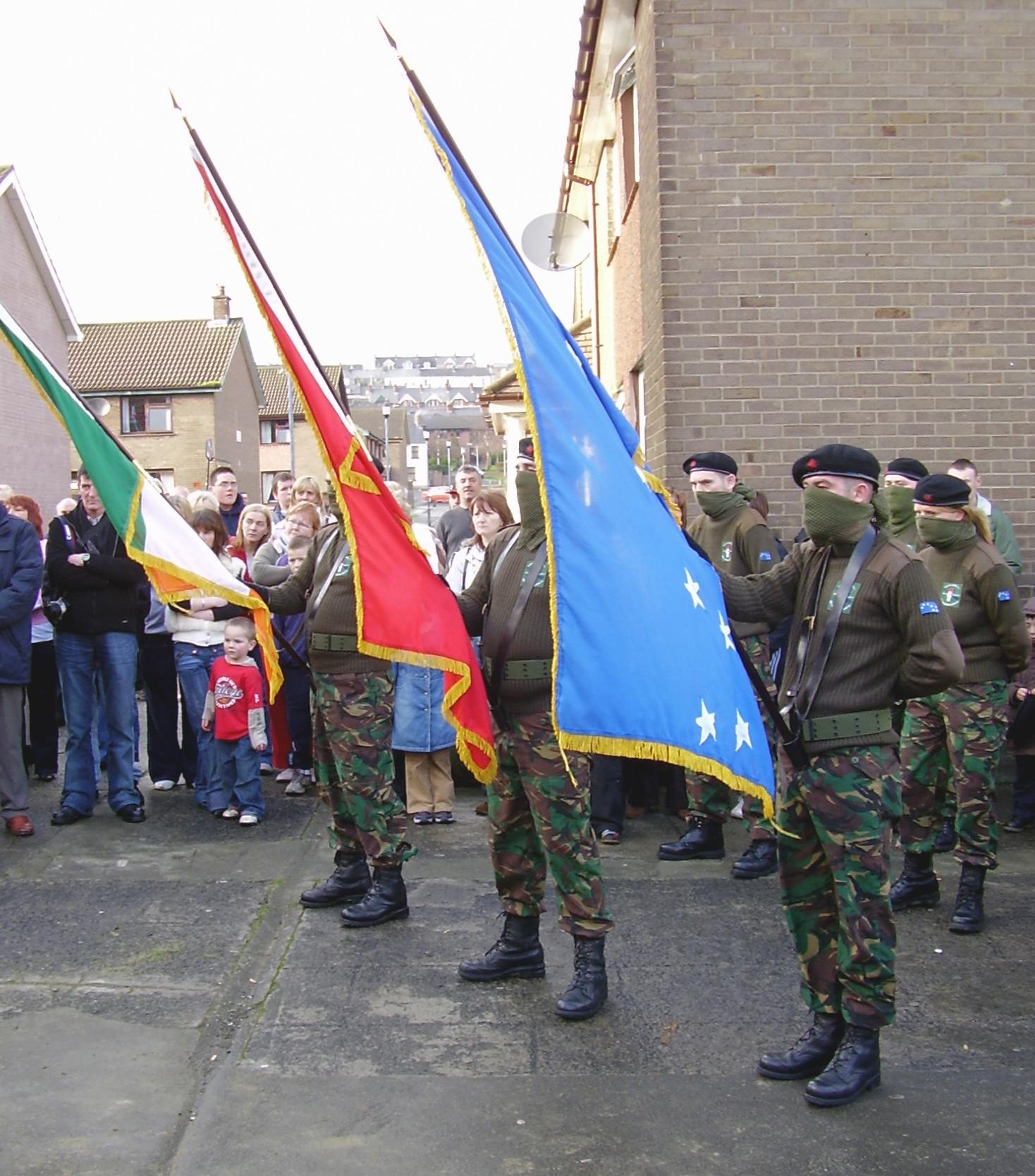
El Ejército Irlandés de Liberación Nacional comenzó su actividad a mediados de los años 1970.

Merlyn Rees, Secretaria de Estado de Irlanda del Norte, levantó la proscripción contra la UVF en abril de 1974. En diciembre, un mes después de los atentados en un pub de Birmingham que mataron a 21 personas, el IRA declaró un alto el fuego; esto teóricamente duraría la mayor parte del año siguiente. A pesar del alto el fuego, los asesinatos sectarios se intensificaron en 1975, junto con las disputas internas entre grupos paramilitares rivales. Esto convirtió a 1975 en uno de los «años más sangrientos del conflicto».
El 31 de julio de 1975 en Buskhill, en las afueras de Newry, la popular banda de cabaret irlandés The Miami Showband regresaba a su casa en Dublín después de un concierto en Banbridge cuando fue emboscado por hombres armados de la Brigada UVF Mid-Ulster que vestían uniformes del ejército británico en un falso puesto de control militar en la carretera en la carretera principal A1. Tres de los miembros de la banda, dos católicos y un protestante, fueron asesinados a tiros, mientras que dos de los hombres de la UVF murieron cuando la bomba que habían cargado en el minibús de la banda detonó prematuramente. El siguiente enero, once trabajadores protestantes fueron asesinados a tiros en Kingsmill, South Armagh, después de que una banda republicana armada, que se autodenominó Fuerza de Acción Republicana de South Armagh, les ordenara que bajaran del autobús. Un hombre sobrevivió a pesar de haber recibido 18 disparos. Según los informes, estos asesinatos fueron en represalia por un leal ataque de doble disparo contra las familias Reavey y O'Dowd la noche anterior.
La violencia continuó durante el resto de la década de 1970. El gobierno británico restableció la prohibición contra la UVF en octubre de 1975, convirtiéndola nuevamente en una organización ilegal. Cuando el alto el fuego provisional del IRA de diciembre de 1974 terminó a principios de 1976 y volvió a la violencia, había perdido la esperanza de haber sentido a principios de la década de 1970 que podría forzar una rápida retirada británica de Irlanda del Norte, y en su lugar desarrolló una estrategia conocida como la «Guerra Larga», que involucró una campaña de violencia menos intensa pero más sostenida que podría continuar indefinidamente. Sin embargo, el alto el fuego oficial del IRA de 1972 se convirtió en permanente, y el movimiento «oficial» finalmente se convirtió en el Partido de los Trabajadores, que rechazó la violencia por completo. Sin embargo, una astilla de los «Oficiales», el Ejército Irlandés de Liberación Nacional, continuó una campaña de violencia en 1974.

### Final de los años 1970
A finales de la década de 1970, el cansancio de la guerra era visible en ambas comunidades. Una señal de esto fue la formación de un grupo conocido como «Peace People», que ganó el Premio Nobel de la Paz en 1976. «Peace People» organizó grandes manifestaciones pidiendo el fin de la violencia paramilitar. Sin embargo, su campaña perdió impulso después de apelar a la comunidad nacionalista para que proporcionara información sobre el IRA a las fuerzas de seguridad.
La década terminó con un doble ataque del IRA contra los británicos. El 27 de agosto de 1979, Lord Mountbatten, mientras estaba de vacaciones en Mullaghmore, condado de Sligo, fue asesinado por una bomba colocada a bordo de su barco. Otras tres personas también fueron asesinadas: Lady Brabourne, la anciana madre del yerno de Mountbatten; y dos adolescentes, un nieto de Mountbatten y un barquero local. Ese mismo día, dieciocho soldados británicos, en su mayoría miembros del Regimiento de Paracaidistas, fueron asesinados por dos bombas controladas a distancia en la emboscada de Warrenpoint, en el condado de Down.
Los sucesivos gobiernos británicos, al no haber logrado un acuerdo político, intentaron «normalizar» Irlanda del Norte. Los aspectos incluyen la eliminación de la internación sin juicio y la eliminación del estatus político de los prisioneros paramilitares. A partir de 1972, los paramilitares fueron juzgados en los Diplock courts sin jurado para evitar la intimidación de los jurados. En caso de condena, debían ser tratados como delincuentes comunes. La resistencia a esta política entre los presos republicanos llevó a más de 500 de ellos en la prisión del Laberinto a iniciar las protestas «generales» y «sucias». Sus protestas culminaron en huelgas de hambre en 1980 y 1981, dirigidas a la restauración del estatus político, así como a otras concesiones.

## Los años 1980
En la huelga de hambre irlandesa de 1981, diez prisioneros republicanos (siete del IRA Provisional y tres del INLA) murieron de hambre. El primer huelguista de hambre que murió, Bobby Sands, fue elegido para el Parlamento como un Anti-H-Block, al igual que su agente electoral Owen Carron después de la muerte de Sands. Las huelgas de hambre resonaron entre muchos nacionalistas; más de 100 000 personas asistieron a la misa fúnebre de Sands en el oeste de Belfast y miles asistieron a las de los otros huelguistas de hambre. Desde una perspectiva republicana irlandesa, la importancia de estos eventos fue demostrar el potencial para una estrategia política y electoral.
A raíz de las huelgas de hambre, el Sinn Féin, que se había convertido en el brazo político del IRA Provisional, comenzó a disputar elecciones por primera vez tanto en Irlanda del Norte (como abstencionistas) como en la República. En 1986, el Sinn Féin reconoció la legitimidad del Dáil irlandés, lo que provocó que un pequeño grupo de miembros se separara y formara el Sinn Féin Republicano.

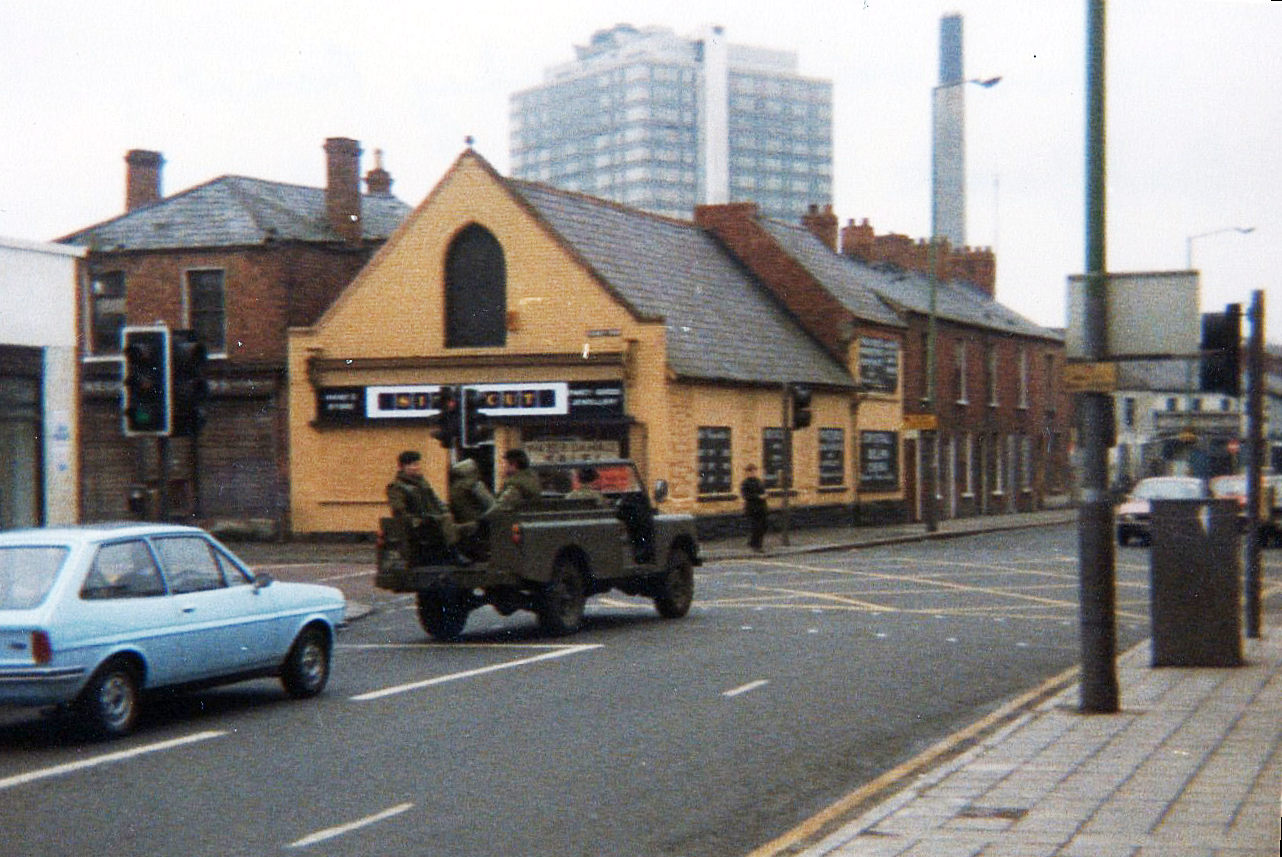
Soldados británicos en Belfast, 1981.

La «Guerra Larga» del IRA fue impulsada por las grandes donaciones de armas de Libia en la década de 1980 debido a la ira de Muammar Gaddafi contra la primera ministra británica, Margaret Thatcher, por ayudar al bombardeo de Trípoli por parte del gobierno de Ronald Reagan en el que murió una hija de Gadafi. Además, recibió dinero de partisanos pro-IRA en los Estados Unidos y en otras partes de la diáspora irlandesa.
En 1982, el IRA bombardeó ceremonias militares en Hyde Park y Regent's Park de Londres, matando a cuatro soldados, siete miembros de la banda militar y siete caballos. El INLA fue muy activo a principios y mediados de la década de 1980. En 1982, bombardeó una discoteca en Ballykelly frecuentada por soldados británicos fuera de servicio, matando a 11 soldados y seis civiles. Una de las acciones de más alto perfil del IRA en este período fue el bombardeo del hotel de Brighton el 12 de octubre de 1984, cuando estalló una bomba de 100 libras en el Grand Brighton Hotel en Brighton, donde los políticos, incluido Thatcher, se hospedaron para una conferencia del Partido Conservador. La bomba, que explotó en las primeras horas de la mañana, mató a cinco personas, incluido el diputado conservador Sir Anthony Berry y la esposa del jefe de Gobierno Whip John Wakeham, y otras treinta y cuatro resultaron heridas, incluido Wakeham, el secretario de Comercio e Industria, Norman Tebbit y la esposa de Tebbit, Margaret. Margaret Tebbit quedó paralizada permanentemente, mientras que las lesiones de su esposo fueron menos graves.
El 28 de febrero de 1985 en Newry, nueve oficiales de la RUC (siete protestantes y dos católicos) fueron asesinados en un ataque con mortero contra la estación de policía en Corry Square. Fue planeado por la Brigada del Sur de Armagh del IRA y una unidad del IRA en Newry. Se dispararon nueve proyectiles desde un mortero de marca 10 que se atornilló a la parte trasera de una furgoneta Ford secuestrada en Crossmaglen. Ocho proyectiles sobrepasaron la estación; el noveno golpeó un Portakabin que estaba siendo utilizado como cantina. El 8 de mayo de 1987, ocho miembros del IRA atacaron una estación RUC en Loughgall usando una bomba y armas de fuego. Todos fueron asesinados por el Special Air Service (SAS), la mayoría de los miembros del IRA asesinados en un solo incidente en «los Problemas». El 8 de noviembre de 1987, en Enniskillen, condado de Fermanagh, una bomba de tiempo del IRA Provisional explotó durante una ceremonia dominical de recuerdo por las víctimas de la guerra de la Commonwealth del Reino Unido. La bomba explotó en un cenotafio que estaba en el corazón del desfile. Once personas (diez civiles, incluida una mujer embarazada y un miembro en funciones de la RUC) murieron y 63 resultaron heridas. El exdirector de la escuela, Ronnie Hill, resultó gravemente herido en el bombardeo y entró en coma dos días después, permaneciendo en esta condición durante más de una década antes de su muerte en diciembre de 2000. El IRA finalmente se disculpó por lo que alegó que había sido un error y que su objetivo habían sido los soldados británicos desfilando hacia el monumento. La unidad que llevó a cabo el bombardeo se disolvió. Los paramilitares leales respondieron al bombardeo con ataques de venganza contra los católicos, en su mayoría civiles. Otra bomba había sido plantada en el cercano Tullyhommon en una conmemoración paralela del Remembrance Day, pero no pudo detonar.

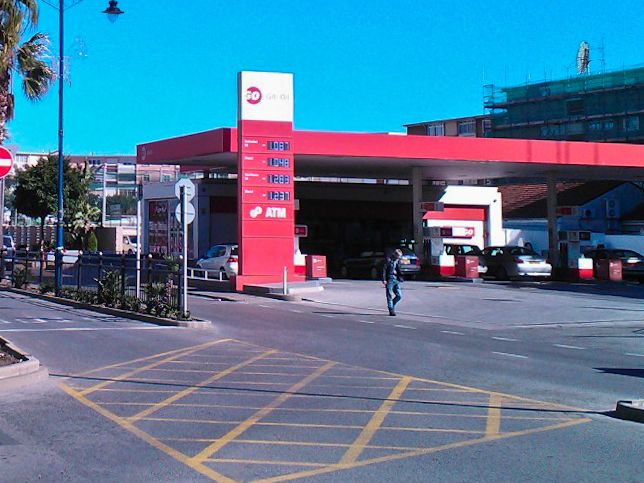
Gasolinera en Gibraltar en la actualidad (en aquel momento era de la petrolera Shell), donde los miembros del IRA Daniel McCann y Mairéad Farrell fueron asesinados por el SAS como parte de la Operación Flavius en 1988.

En marzo de 1988, el SAS asesinó a tiros a tres voluntarios del IRA que estaban planeando un bombardeo en una estación de servicio Shell en la avenida Winston Churchill en Gibraltar, el territorio británico de ultramar adjunto al sur de España. Esto se conoció como la Operación Flavius. Su funeral en el cementerio de Milltown en Belfast fue atacado por Michael Stone, un miembro de la UDA que arrojó granadas mientras bajaban el ataúd y disparó contra las personas que lo persiguieron. Stone mató a tres personas, incluido el voluntario del IRA Kevin Brady. Stone fue encarcelado de por vida al año siguiente, pero fue liberado 11 años después bajo el Acuerdo del Viernes Santo. Dos cabos del ejército británico, David Howes y Derek Wood, llegaron al funeral de Brady en Andersonstown en un automóvil y ropa civil, con sus armas en su automóvil. Fueron secuestrados, llevados y asesinados a tiros por el IRA. Esto se conoció como los «asesinatos de los cabos».
En la década de 1980, grupos paramilitares leales, incluida la Fuerza de Voluntarios del Úlster, la Asociación de Defensa del Úlster y la Resistencia del Úlster, importaron armas y explosivos de Sudáfrica. Las armas obtenidas se dividieron entre la UDA, la UVF y la Resistencia del Úlster, aunque algunas de las armas (como las granadas propulsadas por cohetes) apenas se utilizaron. En 1987, la Organización por la Liberación del Pueblo Irlandés (IPLO), una facción separatista del INLA, participó en una sangrienta disputa contra el INLA que debilitó su presencia en algunas áreas. En 1992, la IPLO fue destruida por los Provisionales por su participación en el tráfico de drogas, lo que puso fin a la disputa.

## Los años 1990
Desde finales de la década de 1980, mientras el IRA continuaba su campaña armada, su brazo político, el Sinn Féin, dirigido desde 1983 por Gerry Adams, buscó un fin negociado del conflicto, aunque Adams predijo con precisión que este sería un proceso muy largo. Él predijo que la guerra duraría otros 20 años. Dirigió conversaciones abiertas con John Hume, el líder del SDLP, y conversaciones secretas con funcionarios del gobierno. Los leales también participaron en conversaciones entre bastidores para poner fin a la violencia, conectándose con los gobiernos británico e irlandés a través del clero protestante, en particular el ministro presbiteriano, el reverendo Roy Magee y el arzobispo anglicano Robin Eames.
Cuando un equipo de televisión francés filmó al IRA en un campo de entrenamiento en Donegal, se entrevistó a un representante del Personal de la Sede General del IRA. Dijo que el IRA «acabaría con la voluntad política del gobierno británico de permanecer en Irlanda».

### Escalada en el sur de Armagh
La Provisional IRA South Armagh Brigade había convertido a la aldea rural de Crossmaglen en su fortaleza desde la década de 1970. Las aldeas circundantes de Silverbridge, Cullyhanna, Cullaville, Forkhill, Jonesborough y Creggan también fueron bastiones del IRA. En febrero de 1978, un helicóptero Gazelle del ejército británico fue derribado cerca de Silverbridge, matando al teniente coronel Ian Corden-Lloyd del ejército británico.

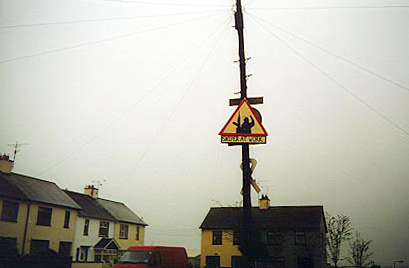
Cartel de «Sniper at work» («francotirador trabajando») en Crossmaglen.

En la década de 1990, el IRA ideó un nuevo plan para restringir las patrullas a pie del ejército británico cerca de Crossmaglen. Desarrollaron dos equipos de francotiradores para atacar patrullas del ejército británico y la RUC. Por lo general, dispararon desde un vehículo blindado improvisado con un rifle de francotirador M82 calibre .50 BMG. Se colocaron carteles alrededor del sur de Armagh que decían «Sniper at work» («francotirador trabajando»). Los francotiradores mataron a un total de nueve miembros de las fuerzas de seguridad: siete soldados y dos agentes. El último en ser asesinado antes del «Acuerdo del Viernes Santo» (1998) fue un soldado británico, el bombardier Steven Restorick.
El IRA había desarrollado la capacidad de atacar helicópteros en el sur de Armagh y en otros lugares desde la década de 1980, incluido el derribo de otro Gazelle en 1990 sobrevolando la frontera entre Tyrone y Monaghan; no hubo víctimas mortales en ese incidente.
Otro incidente que involucró a helicópteros británicos en el sur de Armagh fue la Batalla de Newry Road en septiembre de 1993. Otros dos helicópteros, un British Army Lynx y un Royal Air Force Puma fueron derribados por fuego de mortero improvisado en 1994. El IRA estableció puestos de control en el sur de Armagh durante este período, sin oposición por las fuerzas de seguridad.

### Ataque de mortero en Downing Street
El 7 de febrero de 1991, el IRA intentó asesinar al primer ministro John Major y su gabinete de guerra lanzando un mortero en 10 Downing Street mientras se reunían allí para discutir la guerra del Golfo. El atentado con mortero causó solo cuatro heridos, dos a policías, mientras que el primer ministro y todo el gabinete de guerra resultaron ilesos.

### Primer alto el fuego
Después de un período prolongado de maniobras políticas de fondo, durante el cual ocurrieron los atentados del edificio del Baltic Exchange y del Bishopsgate en Londres, tanto los grupos paramilitares leales como los republicanos declararon el cese del fuego en 1994. El año previo a los cese del fuego fue particularmente tenso, marcado por atrocidades. La UDA y la UVF intensificaron sus ataques. El IRA respondió con el atentado de Shankill Road en octubre de 1993, que tenía como objetivo matar a los líderes de la UDA, pero mató a ocho compradores civiles protestantes y un miembro de la UDA de bajo rango, así como a uno de los perpetradores, que murió cuando la bomba detonó prematuramente. La UDA tomó represalias con tiroteos masivos en áreas nacionalistas como Greysteel y Castlerock. Doce personas fueron asesinadas en Greysteel y Castlerock, de las cuales todas menos dos eran católicas.
El 16 de junio de 1994, justo antes del alto el fuego, el Ejército de Liberación Nacional irlandés mató a un miembro de la UVF en un ataque con armas de fuego en Shankill Road. En represalia, tres días después, la UVF mató a seis civiles en un tiroteo en un pub en Loughinisland, condado de Down. El IRA, en el mes restante antes de su alto el fuego, mató a cuatro paramilitares leales de alto rango, tres de la UDA y uno de la UVF. El 31 de agosto de 1994, el IRA declaró un alto el fuego. Los paramilitares leales, temporalmente unidos en el «Comando Militar Leal Combinado», correspondieron seis semanas después. Aunque estos cese al fuego fallaron a corto plazo, marcaron un final efectivo a la violencia política a gran escala, ya que allanaron el camino para los cese al fuego final.
En 1995, Estados Unidos nombró a George J. Mitchell como Enviado Especial de Estados Unidos para Irlanda del Norte. Mitchell fue reconocido como algo más que un enviado simbólico y como representante de un presidente (Bill Clinton) con un profundo interés en los eventos. Los gobiernos británico e irlandés acordaron que Mitchell presidiría una comisión internacional sobre desarme de grupos paramilitares.

### Segundo alto el fuego
El 9 de febrero de 1996, menos de dos años después de la declaración del alto el fuego, el IRA lo revocó con el atentado a Docklands en Canary Wharf en Londres, matando a dos personas, hiriendo a otras 39 y causando £85 millones en daños al centro financiero de la ciudad. El Sinn Féin culpó del fracaso del alto el fuego a la negativa del Gobierno británico a comenzar las negociaciones de todos los partidos hasta que el IRA desmanteló sus armas.
El ataque fue seguido por varios más, especialmente el atentado de Mánchester en 1996, que destruyó una gran área del centro de la ciudad el 15 de junio. Fue el mayor ataque con bomba en Gran Bretaña desde la Segunda Guerra Mundial. Si bien el ataque no registró víctimas mortales debido a una advertencia telefónica y la rápida respuesta de los servicios de emergencia, más de 200 personas resultaron heridas, muchas de ellas fuera del cordón establecido. El daño causado por la explosión se estimó en £411 millones. El bombardier Stephen Restorick, el último soldado británico asesinado durante «los Problemas», fue asesinado a tiros en un puesto de control en Green Road cerca de Bessbrook el 12 de febrero de 1997 por un francotirador South Armagh del IRA.
El IRA restableció su alto el fuego en julio de 1997, ya que las negociaciones para el documento que se conocería como el «Acuerdo del Viernes Santo» comenzaron sin el Sinn Féin. En septiembre del mismo año, el Sinn Féin firmó los Principios Mitchell y fueron admitidos en las conversaciones. La UVF fue la primera agrupación paramilitar en separarse como resultado de su alto el fuego, generando la Fuerza Voluntaria Lealista (LVF) en 1996. En diciembre de 1997, el INLA asesinó al líder de la LVF Billy Wright, lo que provocó una serie de asesinatos como represalia por parte de grupos lealistas. Un grupo se separó del IRA Provisional y formó el IRA Auténtico (RIRA, del inglés Real IRA).

### «Acuerdo de Viernes Santo» y proceso político
Después del alto el fuego, comenzaron las conversaciones entre los principales partidos políticos en Irlanda del Norte para establecer un acuerdo político. Estas conversaciones condujeron al «Acuerdo de Viernes Santo» el 10 de abril de 1998. Este Acuerdo restauró el autogobierno a Irlanda del Norte sobre la base de «compartir el poder».
Sin embargo, en agosto de 1998 una bomba del IRA Auténtico en Omagh mató a 29 civiles. Este atentado desacreditó a los «republicanos disidentes» y sus campañas a los ojos de muchos que anteriormente habían apoyado la campaña de los Provisionales. Se convirtieron en pequeños grupos con poca influencia, pero aún capaces de violencia.
El INLA también declaró un alto el fuego después del «Acuerdo de Viernes Santo». Desde entonces, la mayoría de la violencia paramilitar se ha dirigido a sus «propias» comunidades y a otras facciones dentro de sus organizaciones. La UDA, por ejemplo, ha disputado con sus compañeros leales la UVF en dos ocasiones desde 2000. Ha habido luchas internas por el poder entre los «comandantes de brigada» y la participación en el crimen organizado.
En 1999, se formó un ejecutivo formado por los cuatro partidos principales, incluido el Sinn Féin. Otros cambios importantes incluyeron la reforma de la RUC, rebautizada como el Servicio de Policía de Irlanda del Norte, que debía reclutar al menos una cuota del 50% de católicos durante diez años, y la eliminación de los Diplock courts bajo el Acta de Justicia y Seguridad de Irlanda del Norte de 2007.
Un proceso de normalización de seguridad también comenzó como parte del tratado, que comprendía el cierre progresivo de cuarteles redundantes del ejército británico, torres de observación fronterizas y la retirada de todas las fuerzas que participan en la Operación Banner, incluidos los batallones residentes del Real Regimiento Irlandés, que sería reemplazado por una brigada de infantería, desplegada en diez sitios alrededor de Irlanda del Norte pero sin ningún papel operativo en la provincia.
El Ejecutivo y la Asamblea de poder compartido fueron suspendidos en 2002, cuando los unionistas se retiraron después del «Stormontgate», una controversia sobre las acusaciones de una red de espías del IRA que operaba en Stormont. Hubo tensiones continuas sobre el fracaso del IRA Provisional para desarmarse completa y suficientemente rápido. El desmantelamiento del IRA se ha completado desde entonces (en septiembre de 2005) a satisfacción de la mayoría de las partes.
Una característica de la política de Irlanda del Norte desde el Acuerdo ha sido el eclipse en términos electorales de partidos como el Partido Socialdemócrata y Laborista (SDLP) y el Partido Unionista del Úlster (UUP), por partidos rivales como el Sinn Féin y el DUP. Del mismo modo, aunque la violencia política se reduce en gran medida, la animosidad sectaria no ha desaparecido. Las áreas residenciales están más segregadas que nunca entre los nacionalistas católicos y los unionistas protestantes. Por lo tanto, el progreso hacia la restauración de las instituciones de poder compartido fue lento y tortuoso. El 8 de mayo de 2007, el gobierno delegado regresó a Irlanda del Norte. El líder del DUP Ian Paisley y Martin McGuinness del Sinn Féin asumieron el cargo de primer ministro y vice primer ministro, respectivamente.

## Presente
Actualmente varias facciones disidentes del antiguo IRA pretenden hacer fracasar el Proceso de paz con ataques esporádicos en Irlanda del Norte. En marzo de 2009, dos soldados británicos fueron asesinados con armas automáticas en un ataque al cuartel militar de Massereene, a la altura de Antrim, que fue reivindicado por el IRA Auténtico. 48 horas después, un agente de policía era abatido a tiros en la localidad de Craigavon en el condado de Armagh. Esta vez, el ataque fue reivindicado por el IRA de la Continuidad, otro grupo escindido del IRA. En enero de 2010, un policía resultó gravemente herido al explotar una bomba lapa adherida a su vehículo. En julio, jóvenes republicanos produjeron importantes altercados de violencia callejera en distintos barrios de Belfast y otras localidades de la provincia, coincidiendo con las celebraciones protestantes del 12 de julio. El 4 de octubre explotó un coche bomba en las afueras de Derry sin producir daños personales. En abril de 2011 un policía resultó muerto en Omagh al estallar una bomba lapa adosada a su vehículo. En cuanto al bando lealista no se han producido actos de violencia terrorista en los últimos años, aunque siguen sin desarmarse por completo.
En julio de 2012 los grupos disidentes más importantes del IRA contrarios a la paz, al no haber alcanzado el objetivo principal (que Irlanda del Norte se una a Irlanda y que toda la Isla de Irlanda sea una única nación sin que tenga nada que ver el Reino Unido), anunciaron que se unían en un solo grupo con el objetivo de volver a hacer diversas acciones con el objetivo de que la causa del IRA no se olvide.
IRA 2012: El nuevo IRA está integrado por Ejército Republicano Irlandés Auténtico (IRA Auténtico) (inglés: Real Irish Republican Army, Real IRA (RIRA/rIRA) o True IRA; en gaélico irlandés: Fíor-IRA) o, según su propia denominación Óglaigh na hÉireann (Voluntarios de Irlanda) (RIRA), una escisión del IRA Provisional (PIRA); la Acción Republicana Contra las Drogas (RAAD), formada por excombatientes del PIRA que iniciaron una batalla contra el narcotráfico, sobre todo en la ciudad de Derry; y por las Facciones Republicanas Independientes, una amalgama de distintos grupos de combatientes católicos.
En 2015 sucedieron varios asesinatos aparentemente relacionados con el conflicto. El 5 de mayo fue asesinado el exdirigente del IRA Gerard Davison, abatido a tiros en el sur de Belfast. El 13 de agosto del mismo año también murió tiroteado otro exdirigente del IRA, Kevin McGuigan, en un barrio católico del este de Belfast. Ningún grupo armado se ha atribuido la autoría de estos actos.
La noche del 18 de abril de 2019 la periodista Lyra McKee murió tiroteada por disidentes republicanos en Londonderry.

## Controversias asociadas al conflicto

### Colusión entre fuerzas de seguridad y paramilitares
Hubo muchos incidentes de colusión entre las fuerzas de seguridad estatales británicas (el Ejército británico y la RUC) y los paramilitares lealistas. Esto incluyó a soldados y policías que participaron en ataques lealistas mientras estaban fuera de servicio, dando armas e inteligencia a los leales, no tomando medidas contra ellos y obstaculizando las investigaciones policiales. El Informe De Silva descubrió que, durante la década de 1980, el 85% de los lealistas de la inteligencia utilizados para atacar a personas provenían de las fuerzas de seguridad, que a su vez también tenían agentes dobles e informadores dentro de los grupos leales que organizaron ataques por orden o con el conocimiento de sus manejadores. De los 210 lealistas arrestados por el equipo de Investigación Stevens, se encontró que todos menos tres eran agentes estatales o informadores.
El Ulster Defence Regiment (UDR) reclutado localmente por el ejército británico era casi totalmente protestante. A pesar de que los reclutas fueron examinados, algunos militantes leales lograron alistarse; principalmente para obtener armas, entrenamiento e información. En 1990, al menos 197 soldados de la UDR habían sido condenados por delitos terroristas leales y otros delitos graves, incluidos 19 condenados por asesinato. Esto era solo una pequeña fracción de los que servían en él, pero la proporción era más alta que el ejército británico regular, la Royal Ulster Constabulary y la población civil.
Durante la década de 1970, la banda Glenanne, una alianza secreta de militantes lealistas, soldados británicos y oficiales de la RUC, llevó a cabo una serie de ataques con armas y bombas contra los nacionalistas en un área de Irlanda del Norte conocida como el «triángulo del asesinato». También llevó a cabo algunos ataques en la República, matando a unas 120 personas en total, en su mayoría civiles no involucrados. El Informe Cassel investigó 76 asesinatos atribuidos al grupo y encontró evidencia de que soldados y policías estaban involucrados en 74 de ellos. Un miembro, el oficial de la RUC John Weir, afirmó que sus superiores sabían de la colusión pero permitieron que continuara. El Informe Cassel también dijo que algunos oficiales superiores sabían de los crímenes pero no hicieron nada para prevenir, investigar o castigar. Los ataques atribuidos al grupo incluyen los atentados de Dublín y Monaghan (1974), los asesinatos de la Miami Showband (1975) y los asesinatos de Reavey y O'Dowd (1976).
Las investigaciones de Stevens descubrieron que elementos de las fuerzas de seguridad habían utilizado a los lealistas como «apoderados», quienes, a través de agentes dobles e informadores, habían ayudado a los grupos lealistas a matar a individuos objetivo, generalmente republicanos sospechosos, pero también civiles fueron asesinados, intencionalmente y de otra manera. Las investigaciones concluyeron que esto había intensificado y prolongado el conflicto. La Force Research Unit (FRU) del Ejército británico fue la principal agencia involucrada. Brian Nelson, el principal «oficial de inteligencia» de la UDA, era un agente de la FRU. A través de Nelson, la FRU ayudó a los leales a atacar a personas para asesinarlas. Los comandantes de la FRU dicen que ayudaron a los leales a atacar solo a activistas republicanos sospechosos o conocidos y evitaron el asesinato de civiles. Las investigaciones encontraron pruebas de que solo se salvaron dos vidas y que Nelson/FRU fue responsable de al menos 30 asesinatos y muchos otros ataques, muchos contra civiles. Una víctima fue el abogado Pat Finucane. Nelson también supervisó el envío de armas a los leales en 1988. De 1992 a 1994, los leales fueron responsables de más muertes que los republicanos, en parte debido a FRU. Miembros de las fuerzas de seguridad intentaron obstruir la investigación de Stevens.
Un informe del Defensor del Pueblo de la Policía de 2007 reveló que a los miembros de la UVF se les permitió cometer una serie de delitos terroristas, incluido el asesinato, mientras trabajaban como informadores para la Rama Especial de la RUC. Encontró que la Rama Especial había dado inmunidad a los informantes al asegurarse de que no fueran atrapados o condenados, y al bloquear las búsquedas de armas. El defensor del pueblo, Nuala O'Loan, concluyó que esto había provocado «cientos» de muertes y dijo que altos funcionarios del gobierno británico la presionaron para que detuviera su investigación. Robin Jackson, miembro de la UVF, ha sido vinculado a entre 50 y 100 asesinatos en Irlanda del Norte, aunque nunca fue condenado por ninguno. Muchos, incluidos miembros de las fuerzas de seguridad, alegan que Jackson era un agente de la RUC. El informe Barron del gobierno irlandés alegaba que él también «tenía relaciones con la inteligencia británica».
El Tribunal de Smithwick concluyó que un miembro de la Garda Síochána (la fuerza policial de la República de Irlanda) se coludió con el IRA en el asesinato de dos altos oficiales de la RUC en 1989. Los dos oficiales fueron emboscados por el IRA cerca de Jonesborough, condado de Armagh, cuando regresaban de una conferencia de seguridad transfronteriza en Dundalk en la República de Irlanda.

### «Los desaparecidos»
Durante las décadas de 1970 y 1980, los paramilitares republicanos y lealistas secuestraron a varios individuos, muchos de los cuales presuntamente eran informadores, que luego fueron asesinados y enterrados en secreto. Dieciocho personas, dos mujeres y dieciséis hombres, incluido un oficial del ejército británico, fueron secuestrados y asesinados durante los disturbios. Se les conoce informalmente como «Los desaparecidos». Todos menos uno, Lisa Dorrian, fueron secuestrados y asesinados por republicanos. Se cree que Dorrian fue secuestrado por leales. Los restos de todos menos cuatro de «Los desaparecidos» han sido recuperados y entregados a sus familias.
Las fuerzas de seguridad del gobierno británico, incluida la Fuerza de Reacción Militar (MRF), llevaron a cabo lo que se ha descrito como «ejecuciones extrajudiciales» de civiles desarmados. Sus víctimas eran a menudo católicos o presuntos civiles católicos no afiliados a ningún paramilitar, como el tiroteo en Whiterock Road de dos civiles católicos desarmados por soldados británicos el 15 de abril de 1972, y el tiroteo en Andersonstown de siete civiles católicos desarmados el 12 de mayo de ese mismo año. Un miembro del MRF declaró en 1978 que el Ejército a menudo intentaba ataques sectarios de bandera falsa, provocando así un conflicto sectario y «quitando el calor del Ejército». Un exmiembro declaró: «No estábamos allí para actuar como una unidad del ejército, estábamos allí para actuar como un grupo terrorista».

### Acusaciones de disparar a matar
Los republicanos alegan que las fuerzas de seguridad aplicaron una política de disparar a matar en lugar de arrestar a sospechosos del IRA. Las fuerzas de seguridad negaron esto y señalaron que en incidentes como el asesinato de ocho hombres del IRA en Loughgall en 1987, los miembros del IRA que fueron asesinados estaban fuertemente armados. Otros argumentan que incidentes como el tiroteo de tres miembros desarmados de IRA en Gibraltar por el Servicio Aéreo Especial diez meses después confirmaron sospechas entre republicanos y en los medios de comunicación británicos e irlandeses, de una política británica tácita de disparar a matar a presuntos miembros de IRA.

### Polémica de los desfiles

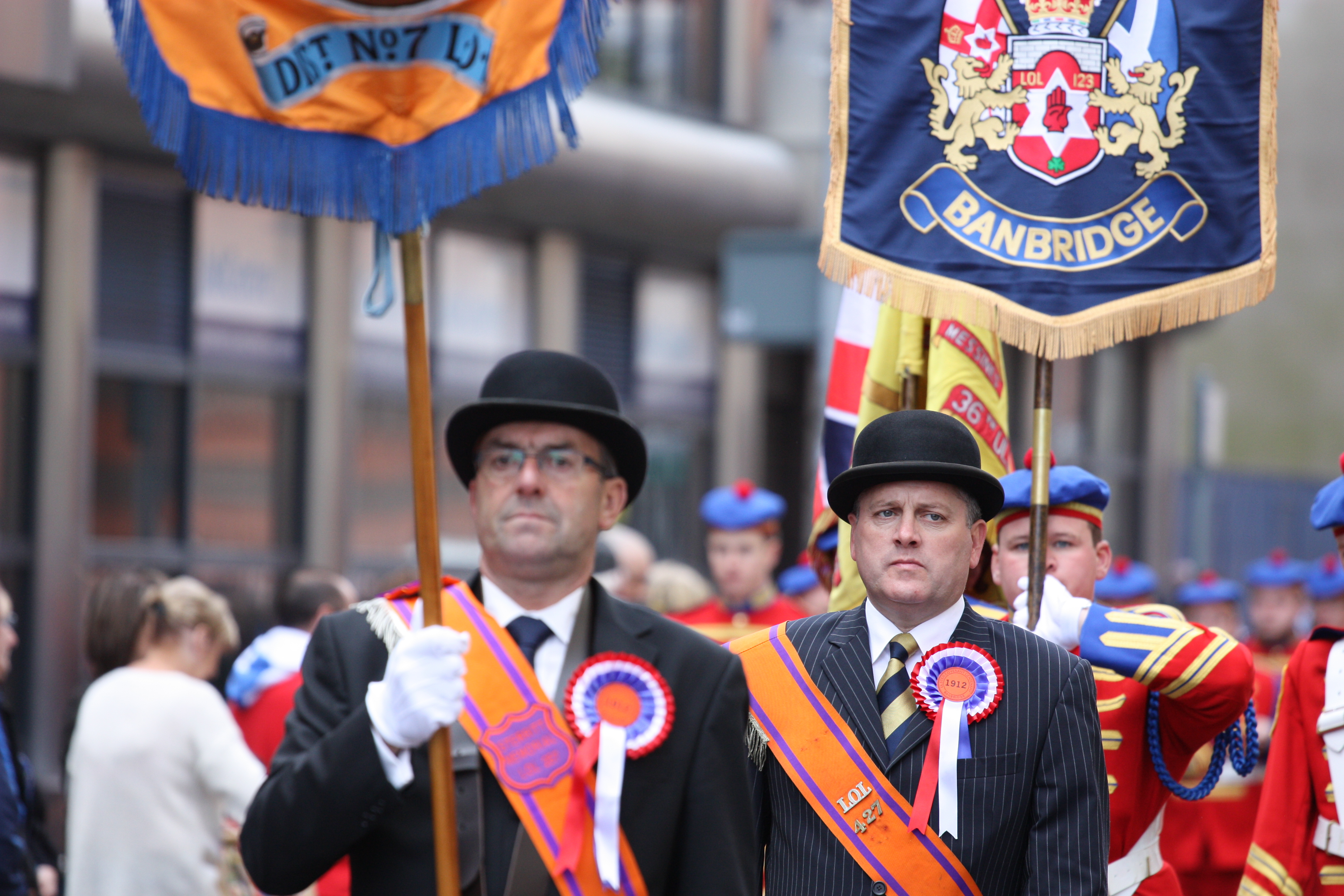
Desfile de la Orden de Orange en Conmemoración del Pacto del Úlster en Belfast, en 2012.

Las tensiones intercomunitarias aumentaron y la violencia a menudo estalló durante la «temporada de las marchas» cuando los desfiles de la Orden de Orange protestante tenían lugar en Irlanda del Norte. Dichos desfiles se llevan a cabo para conmemorar la victoria de Guillermo de Orange en la batalla de Boyne en 1690, que aseguró la ascendencia protestante y el dominio británico en Irlanda. Un punto de agria polémica que ha causado continuas luchas anuales es el área de Garvaghy Road en Portadown, donde un desfile de Orange de la Iglesia Drumcree pasa a través de una propiedad principalmente nacionalista de Garvaghy Road. Este desfile ahora ha sido prohibido indefinidamente, tras disturbios nacionalistas contra el desfile y también contra disturbios lealistas contra su prohibición.
En 1995, 1996 y 1997 hubo varias semanas de disturbios prolongados en toda Irlanda del Norte por el callejón sin salida en Drumcree. Varias personas murieron en estos actos violentos, incluido un taxista católico, asesinado por la Fuerza Voluntaria Lealista, y tres (de cuatro) hermanos nominalmente católicos (de una familia de religión mixta) murieron cuando su casa en Ballymoney fue atacada con gasolina.

## Repercusiones sociales
El impacto que tuvo el conflicto en la gente común de Irlanda del Norte se ha comparado con el de los Blitz en la gente de Londres. El estrés resultante de los ataques con bombas, los disturbios en las calles, los puntos de control de seguridad y la presencia militar constante tuvieron efecto más fuerte en niños y adultos jóvenes. También existía el temor de que los paramilitares locales influyeran en sus respectivas comunidades con las palizas de castigo, los «golpes» y enfrentamientos impuestas a las personas por diversas presuntas infracciones.
Además de la violencia y la intimidación, hubo desempleo crónico y una grave escasez de vivienda. Muchas personas quedaron sin hogar como resultado de la intimidación o la quema de sus casas y la reconstrucción urbana jugó un papel en la agitación social. Las familias de Belfast enfrentaron ser transferidas a nuevas propiedades estatales cuando se demolieron distritos más viejos y decrépitos como Sailortown y Pound Loney. Según la trabajadora social y autora Sarah Nelson, este nuevo problema social de desamparo y desorientación contribuyó al colapso del tejido normal de la sociedad, permitiendo que los paramilitares ejerzan una fuerte influencia en ciertos distritos. El vandalismo también fue un problema importante. En la década de 1970, solo en Belfast había 10 000 casas vacías destrozadas. La mayoría de los vándalos tenían entre ocho y trece años.
Según un historiador del conflicto, el estrés de «los Problemas» engendró un colapso en la moral sexual estrictamente anterior de Irlanda del Norte, lo que resultó en un «hedonismo confuso» con respecto a la vida personal. En Derry, los nacimientos ilegítimos y el alcoholismo aumentaron para las mujeres y la tasa de divorcios aumentó. El alcoholismo en la adolescencia también fue un problema, en parte como resultado de los clubes de bebida establecidos tanto en áreas leales como republicanas. En muchos casos, hubo poca supervisión parental de los niños en algunos de los distritos más pobres. El Departamento de Salud examinó un informe escrito en 2007 por Mike Tomlinson, de la Universidad de la Reina de Belfast, que afirmó que el legado de «los Problemas» ha jugado un papel importante en la tasa actual de suicidios en Irlanda del Norte.

## Las víctimas del conflicto

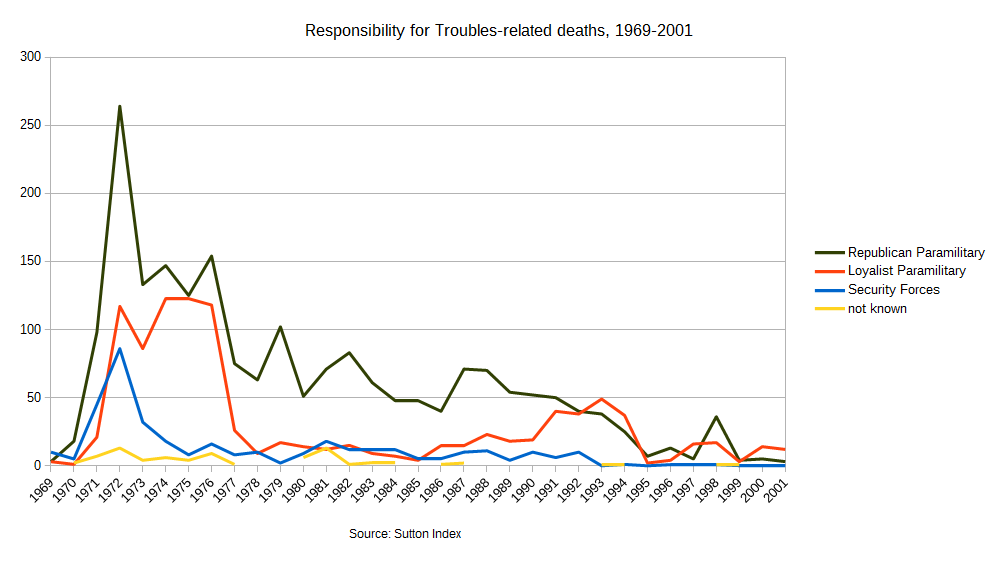
Muertes relacionadas con el conflicto norirlandés entre 1969 y 2001.

Según el Archivo de conflictos en Internet (CAIN), 3532 personas fueron asesinadas como resultado del conflicto entre 1969 y 2001. De ellas, 3489 fueron asesinadas hasta 1998. Según el libro Lost Lives (edición de 2006), 3720 personas fueron asesinados como resultado del conflicto, de 1966 a 2006. De ellos, 3635 fueron asesinados hasta 1998. Hay informes de que 257 de las víctimas eran niños menores de diecisiete años, lo que representa el 7,2% de todo el total durante este período. Otros informes indican que un total de 274 niños menores de dieciocho años fueron asesinados durante el conflicto.
En The Politics of Antagonism: Understanding Northern Ireland, Brendan O'Leary y John McGarry señalan que «casi el dos por ciento de la población de Irlanda del Norte ha sido asesinada o herida por la violencia política [...] Si se aplicara la proporción equivalente de víctimas en Gran Bretaña, en el mismo período, se habrían producido unas 100 000 personas, y si se hubiera producido un nivel similar de violencia política, el número de víctimas mortales en los Estados Unidos habría sido superior a 500 000». Utilizando esta comparación relativa con los Estados Unidos, el analista John M. Gates sugiere que cualquiera que sea el conflicto, «ciertamente no fue [un] conflicto de baja intensidad».
En 2010 se estimó que 107 000 personas en Irlanda del Norte sufrieron algunas lesiones físicas como resultado del conflicto. Sobre la base de los datos recopilados por la Agencia de Estadísticas e Investigación de Irlanda del Norte, la Comisión de Víctimas estimó que el conflicto resultó en 500 000 víctimas solo en Irlanda del Norte. Define que las «víctimas» son aquellas que están directamente afectadas por el «duelo», la «lesión física» o el «trauma» como resultado del conflicto.

### Responsabilidad
| Responsable                       | N.º  |
| --------------------------------- | ---- |
| Grupos paramilitares republicanos | 2056 |
| Grupos paramilitares lealistas    | 1020 |
| Fuerzas de Seguridad              | 362  |
| Responsable desconocido           | 80   |

### Estatus
Aproximadamente el 52% de los muertos fueron civiles, el 32% miembros o exmiembros de las fuerzas de seguridad británicas, el 11% eran miembros de paramilitares republicanos y el 5% eran miembros de paramilitares lealistas. Alrededor del 60% de las víctimas civiles eran católicos, el 30% de los civiles eran protestantes y el resto eran de fuera de Irlanda del Norte.
De las víctimas civiles, el 48% fueron asesinados por lealistas, el 39% fueron asesinados por republicanos y el 10% fueron asesinados por las fuerzas de seguridad británicas. La mayoría de los civiles católicos fueron asesinados por los lealistas y la mayoría de los civiles protestantes fueron asesinados por los republicanos.
Ha sido objeto de controversia si algunas personas eran miembros de organizaciones paramilitares. Varias víctimas que fueron enumeradas como civiles fueron reclamadas más tarde por el IRA como sus miembros. Una Asociación de Defensa del Úlster (UDA) y tres miembros de la Fuerza de Voluntarios del Úlster (UVF) asesinados durante el conflicto también eran soldados del Regimiento de Defensa del Úlster (UDR) en el momento de su muerte. Al menos una víctima civil era un miembro fuera de servicio del Ejército Territorial.
| Estatus                                                  | N.º  |
| -------------------------------------------------------- | ---- |
| Civiles                                                  | 1854 |
| Miembros de Fuerzas de Seguridad (incluidos reservistas) | 1125 |
| de los cuales:                                           |      |
| - Ejército Británico                                     | 502  |
| - Real Policía del Ulster (RUC)                          | 301  |
| - Regimiento de Defensa del Ulster                       | 196  |
| - Servicio de Prisiones de Irlanda del Norte             | 24   |
| - An Garda Síochána (Policía irlandesa)                  | 9    |
| - Real Regimiento Irlandés                               | 7    |
| - Territorial Army                                       | 7    |
| - Fuerzas policiales inglesas                            | 6    |
| - Real Fuerza Aérea británica                            | 4    |
| - Marina Real británica                                  | 3    |
| - Ejército Irlandés                                      | 1    |
| Miembros de grupos paramilitares republicanos            | 394  |
| Miembros de grupos paramilitares lealistas               | 153  |

### Lugar

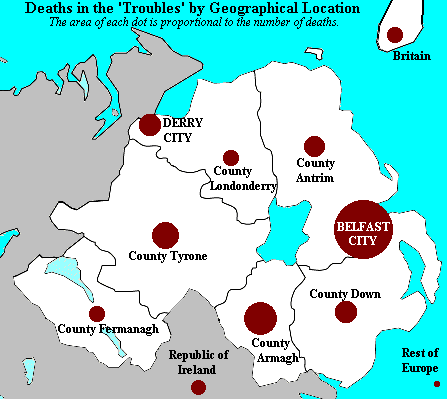
Muertes causadas por el conflicto por zona.

La mayoría de los asesinatos tuvieron lugar dentro de Irlanda del Norte, especialmente en Belfast y el condado de Armagh. La mayoría de los asesinatos en Belfast tuvieron lugar en el oeste y el norte de la ciudad. Dublín, Londres y Birmingham también se vieron afectados, aunque en menor grado que la propia Irlanda del Norte. Ocasionalmente, el IRA intentó o llevó a cabo ataques contra objetivos británicos en Gibraltar, Alemania, Bélgica y los Países Bajos.
| Lugar                | N.º  |
| -------------------- | ---- |
| Belfast              | 1540 |
| - Belfast Oeste      | 623  |
| - Belfast Norte      | 576  |
| - Belfast Sur        | 213  |
| - Belfast Este       | 128  |
| Condado de Tyrone    | 339  |
| Condado de Armagh    | 276  |
| Condado de Down      | 243  |
| Derry/Londonderry    | 227  |
| Condado de Antrim    | 207  |
| Gran Bretaña         | 125  |
| Condado de Derry     | 123  |
| República de Irlanda | 113  |
| Condado de Fermanagh | 112  |
| Europa continental   | 18   |

### Víctimas por año
La lista incluye víctimas de hechos de violencia esporádica posteriores a 1998.
| Cronología | Cronología | Cronología | Cronología |
| Año | N.º        |            |            |
| --- | ---------- | ---------- | ---------- |
| 1969 | 19         |            |            |
| 1970 | 26         |            |            |
| 1971 | 171        |            |            |
| 1972 | 479        |            |            |
| 1973 | 253        |            |            |
| 1974 | 294        |            |            |
| 1975 | 260        |            |            |
| 1976 | 295        |            |            |
| 1977 | 111        |            |            |
| 1978 | 81         |            |            |
| 1979 | 121        |            |            |
| 1980 | 80         |            |            |
| 1981 | 113        |            |            |
| 1982 | 110        |            |            |
| 1983 | 85         |            |            |
| 1984 | 69         |            |            |
| 1985 | 57         |            |            |
| 1986 | 61         |            |            |
| 1987 | 98         |            |            |
| 1988 | 104        |            |            |
| 1989 | 75         |            |            |
| 1990 | 81         |            |            |
| 1991 | 96         |            |            |
| 1992 | 89         |            |            |
| 1993 | 88         |            |            |
| 1994 | 64         |            |            |
| 1995 | 9          |            |            |
| 1996 | 18         |            |            |
| 1997 | 21         |            |            |
| 1998 | 55         |            |            |
| 1999 | 8          |            |            |
| 2000 | 19         |            |            |
| 2001 | 16         |            |            |
| 2002 | 11 (5)     |            |            |
| 2003 | 10 (3)     |            |            |
| 2004 | 2 (3)      |            |            |
| 2005 | 5 (7)      |            |            |
| 2006 | 1 (2)      |            |            |
| 2007 |            |            |            |
| 2008 |            |            |            |
| 2009 | 3          |            |            |
| 2010 |            |            |            |
| 2011 | 1          |            |            |
| 2012 |            |            |            |
| 2013 |            |            |            |
| 2014 |            |            |            |
| 2015 | 2          |            |            |
| Total | 3561 (20)  |            |            |
| Entre paréntesis, aquellos casos de los que no se tiene total constancia de que estén directamente relacionados con el conflicto. |            |            |            |